# Leicester

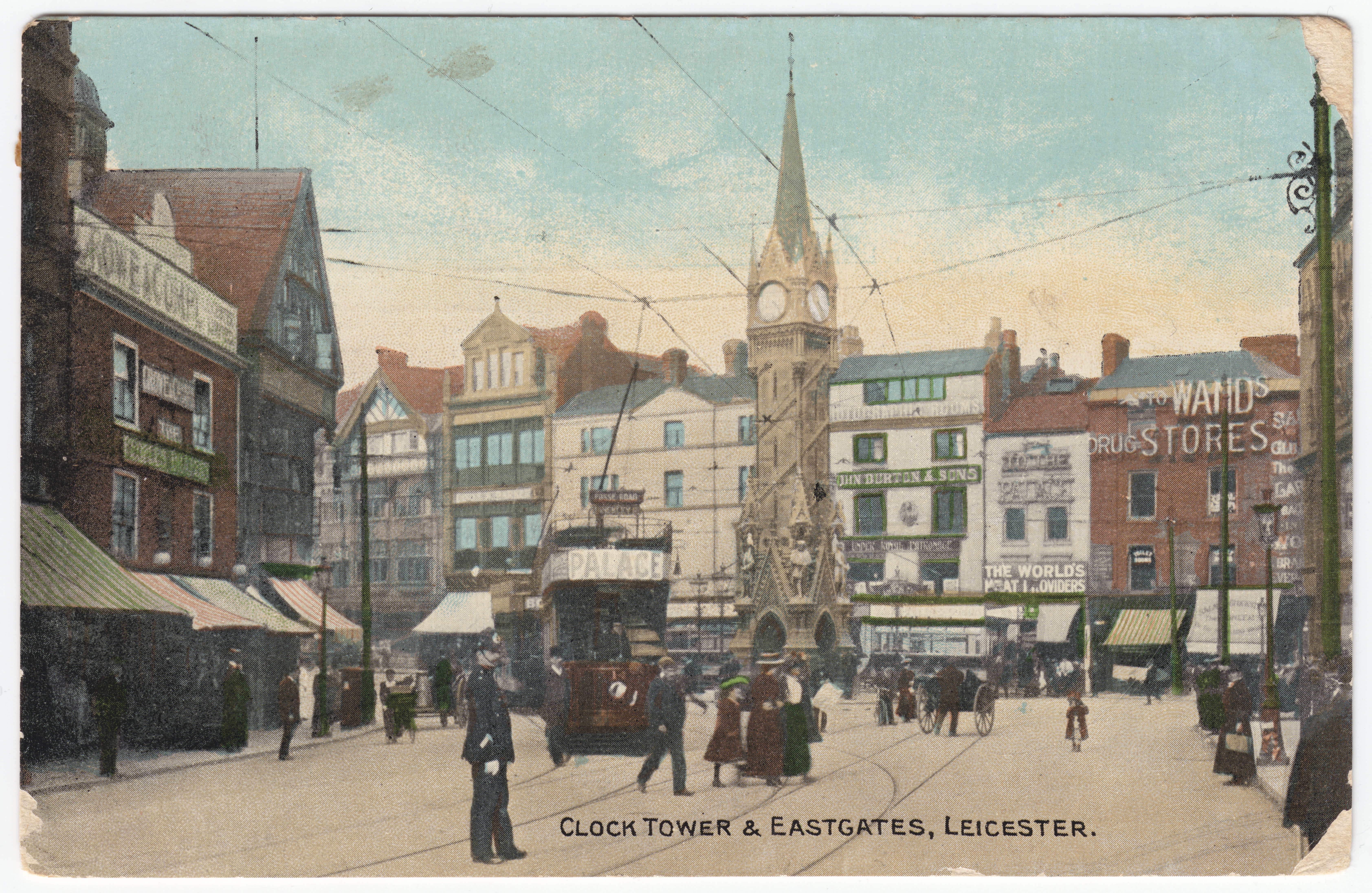
Centrum miasta w roku 1910

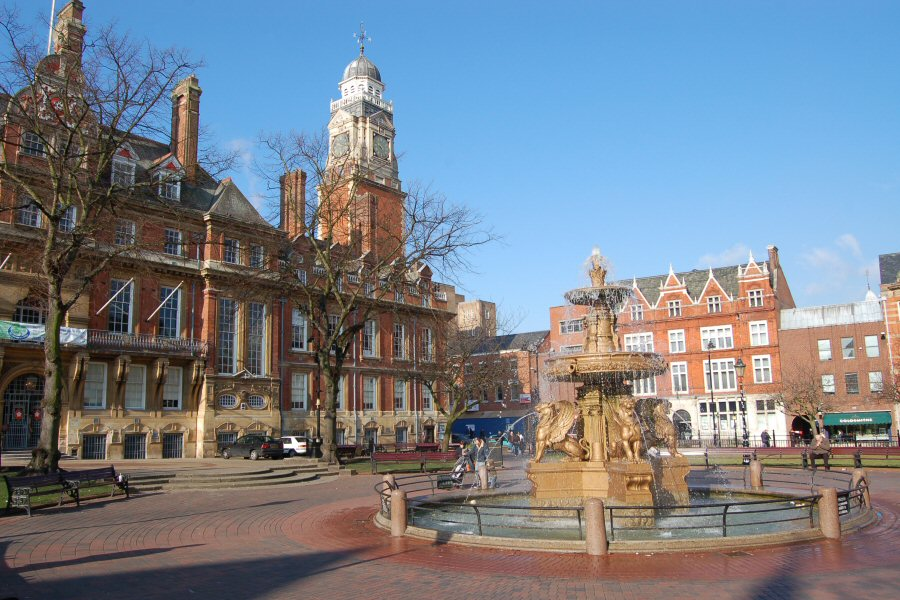
Ratusz miasta oraz fontanna na skwerze Town Hall

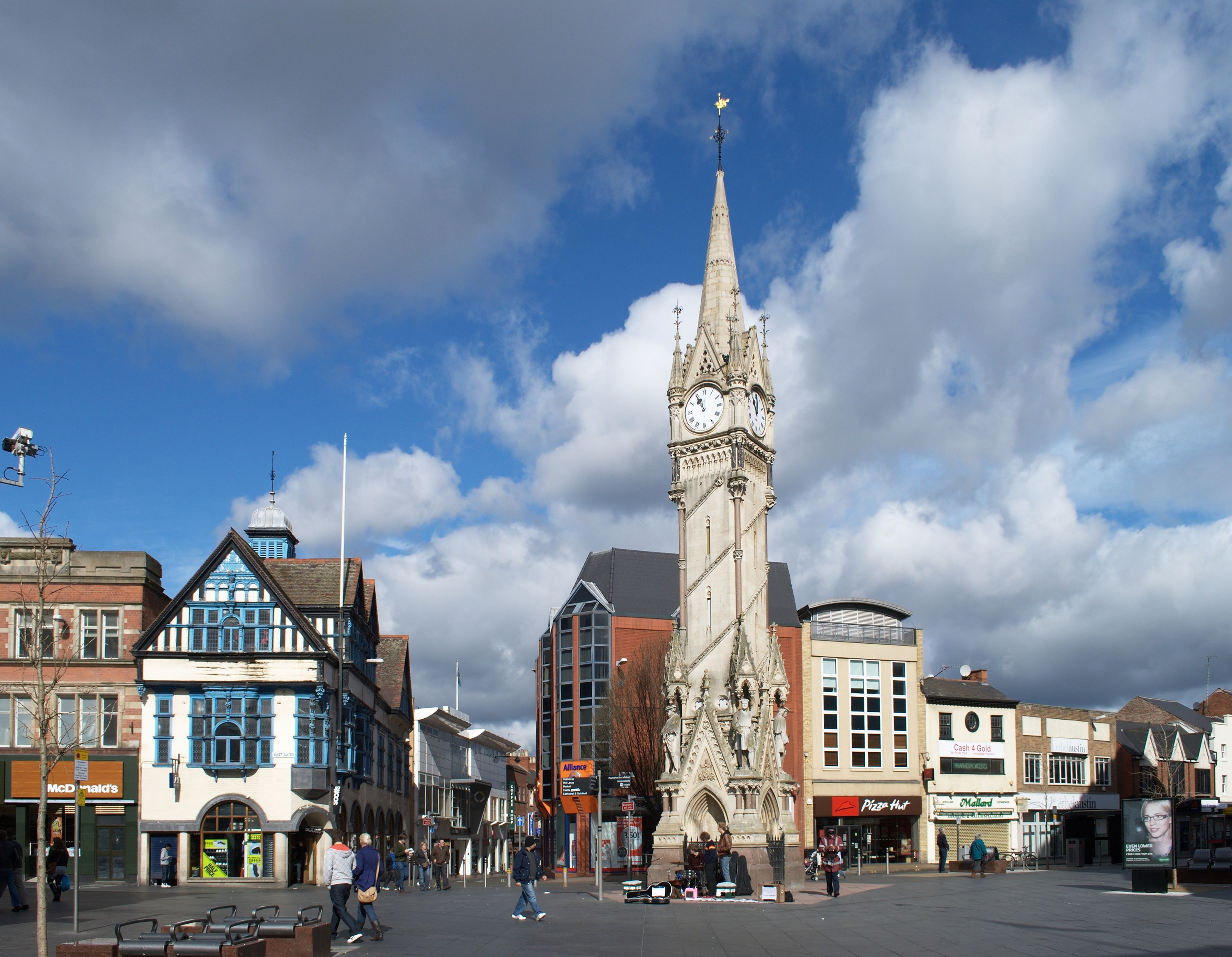
Centrum miasta – pośrodku wieża zegarowa (Clock Tower)

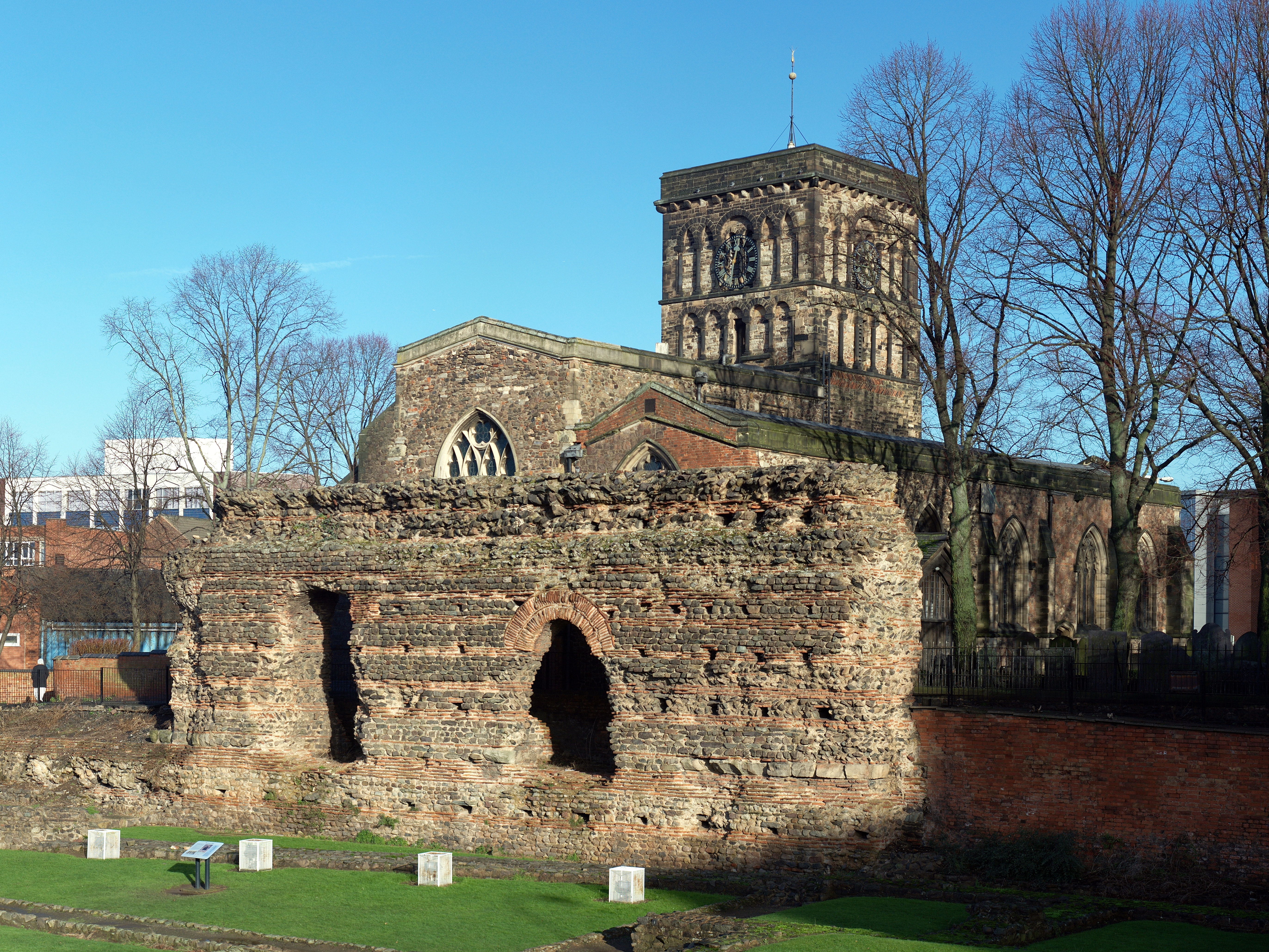
Jewry Wall oraz kościół św. Mikołaja

Leicester (wymowaⓘ, /ˈlɛstə/) – miasto w środkowej Anglii (Wielka Brytania), w hrabstwie ceremonialnym Leicestershire, będące samodzielną jednostką administracyjną typu unitary authority. Leicester jest największym miastem regionu East Midlands; położony jest nad rzeką Soar. Niedaleko znajduje się las National Forest.
Leicester jest jednym z najstarszych miast w Anglii, zostało założone przez Rzymian. Nazwa zakończona na -cester pochodzi od łac. castra – „obóz”. W mieście znajduje się wiele zabytków z różnych epok.
Burmistrzem miasta jest sir Peter Alfred Soulsby (ur. 27 grudnia 1948) brytyjski polityk Partii Pracy.
20 czerwca 2013 r. miasto zostało czwartym ośrodkiem kulturalnym w Wielkiej Brytanii.

## Historia

Ruiny zamku Abbey w 1906 r.

Leicester

Historia miasta sięga 40 roku n.e. Istniała osada Celtów zdobyta przez Rzymian. Zachowały się ruiny rzymskiej łaźni Jewry Wall, której fundamenty znajdują się kilka metrów poniżej poziomu obecnych ulic. W IX w. miasto zostało ważnym ośrodkiem wikingów, których ślady można zobaczyć w nazwach ulic. W późniejszym okresie średniowiecza miasto stało się ważnym ośrodkiem przemysłowym produkującym wełnę i przerabiającym skóry zwierzęce. Raz w roku organizowano targ, gdzie przybywali kupcy z Midlands. Handel lokalny opierał się na cechach rzemieślniczych. Siedzibą rzemieślników oraz władz miasta był ratusz miejski Guildhall.
Od XV wieku miastem Leicester rządził burmistrz. Ludność miasta w XVI wieku liczyła ponad trzy tysiące mieszkańców. W latach 1564, 1579, 1583, 1593 oraz w pierwszej połowie XVII wieku w mieście panowała epidemia czarnej ospy, podczas której masowo umierali mieszkańcy. W 1642 r. wybuchła wojna domowa pomiędzy zwolennikami parlamentu i monarchii. W 1645 nastąpił atak królewskiej armii liczącej 5000 żołnierzy. Obrony miasta podjęło się dwa tysiące osób. Miasto było trudne do zdobycia ze względu na mury obronne. W czasie oblężenia zginęło wielu mieszkańców miasta. Zabudowa miasta w XVII wieku była w większości drewniana. W 1681 roku zakupiono pierwszy wóz strażacki. Na początku XVIII wieku ludność miasta zwiększyła się do 17 tys. mieszkańców. W XVIII wieku zaczął intensywnie rozwijać się przemysł. Na rzece Soar zakończono w 1794 r. budowę kanału, którym były transportowane surowce mineralne: węgiel i rudy żelaza. Od 1796 roku rozpoczęła się intensywna produkcja włókiennicza. W następnych latach Leicester rozwijało się na bazie przemysłu, handlu i usług.

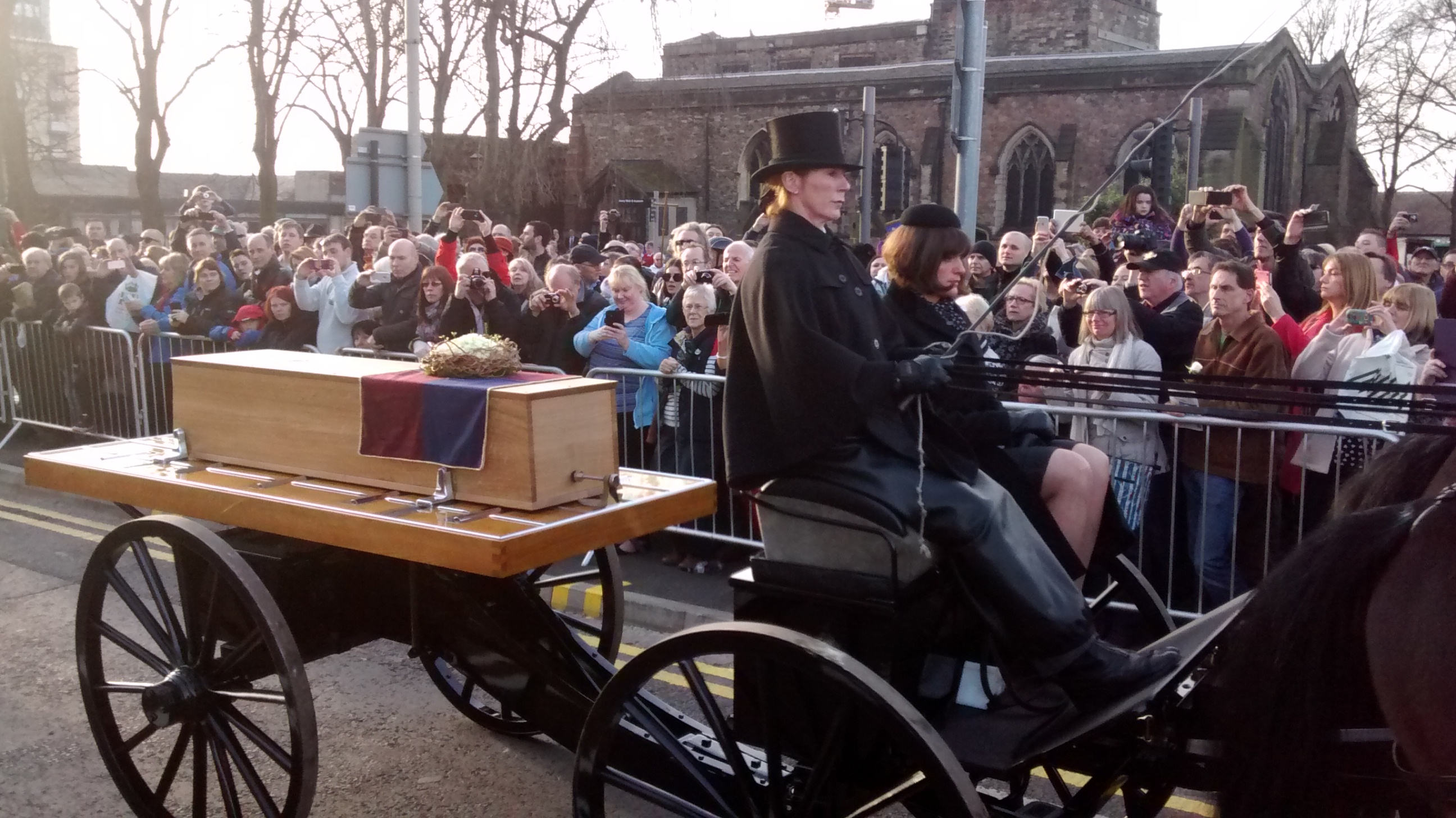
Trumna ze szczątkami Króla Ryszarda III

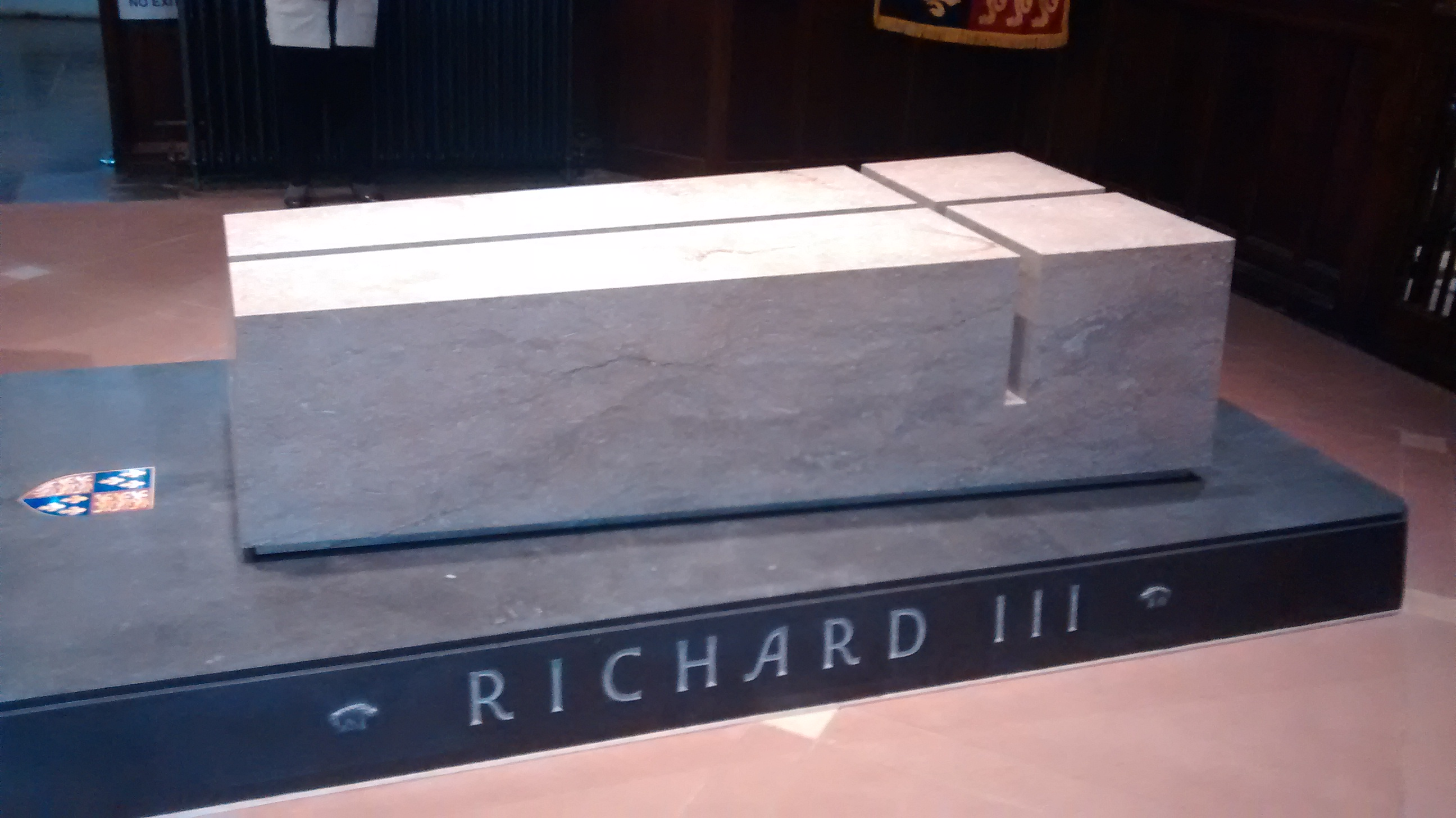
Sarkofag Ryszarda III

Leicester w połowie XIX wieku liczyło około 50 tysięcy mieszkańców. W 1821 roku założono pierwsze gazowe oświetlenie uliczne, a w 1830 wybrukowano większość miejscowych chodników. W 1832 uruchomiono linie kolejową, od 1857 oferującą bezpośrednie połączenie z Londynem. W 1836 r. powstała miejska policja. W roku 1853 powstał miejski system wodociągowy, dwa lata później system kanalizacyjny. W mieście powstały placówki publiczne: szkoły, szpitale i biblioteki. W 1876 roku oddano do użytku ratusz miejski. W 1881 uruchomiono linię telefoniczną, a w 1894 roku część ulic miejskich podłączono do nowego systemu sieci elektrycznej.
Powstawały linie tramwajowe ułatwiające komunikację, obecnie nieistniejące. Leicester odzyskało prawa miejskie w 1919 roku. W 1926 r. powołano biskupa Leicesteru.
Podczas II wojny światowej miasto nie uległo zniszczeniom. Po wojnie miasto przyjmowało emigrantów, m.in. Żydów, Polaków, Łotyszów, Ukraińców, Włochów, Niemców. W latach pięćdziesiątych do miasta tłumnie przybywali emigranci z Azji, m.in.: Hindusi, Pakistańczycy oraz ludność z Afryki oraz Ameryki Łacińskiej.
Miasto obecnie jest jednym z najważniejszych ośrodków przemysłowych Wielkiej Brytanii.
26 marca 2015 roku odbyła się ceremonia powtórnego pochówku Króla Ryszarda III. Szczątki złożono w katedrze św. Marcina w Leicesterze, w obecności członków rodziny królewskiej, dygnitarzy i przywódców religijnych. Uroczystości pogrzebowe miały charakter ekumeniczny, anglikańsko-katolicki, ponieważ do rozłamu kościoła w Anglii doszło już po śmierci króla. Liturgii przewodniczyli anglikański Arcybiskup Canterbury, Justin Welby i katolicki Prymas Anglii i Walii, kard. Vincent Nichols.

## Geografia

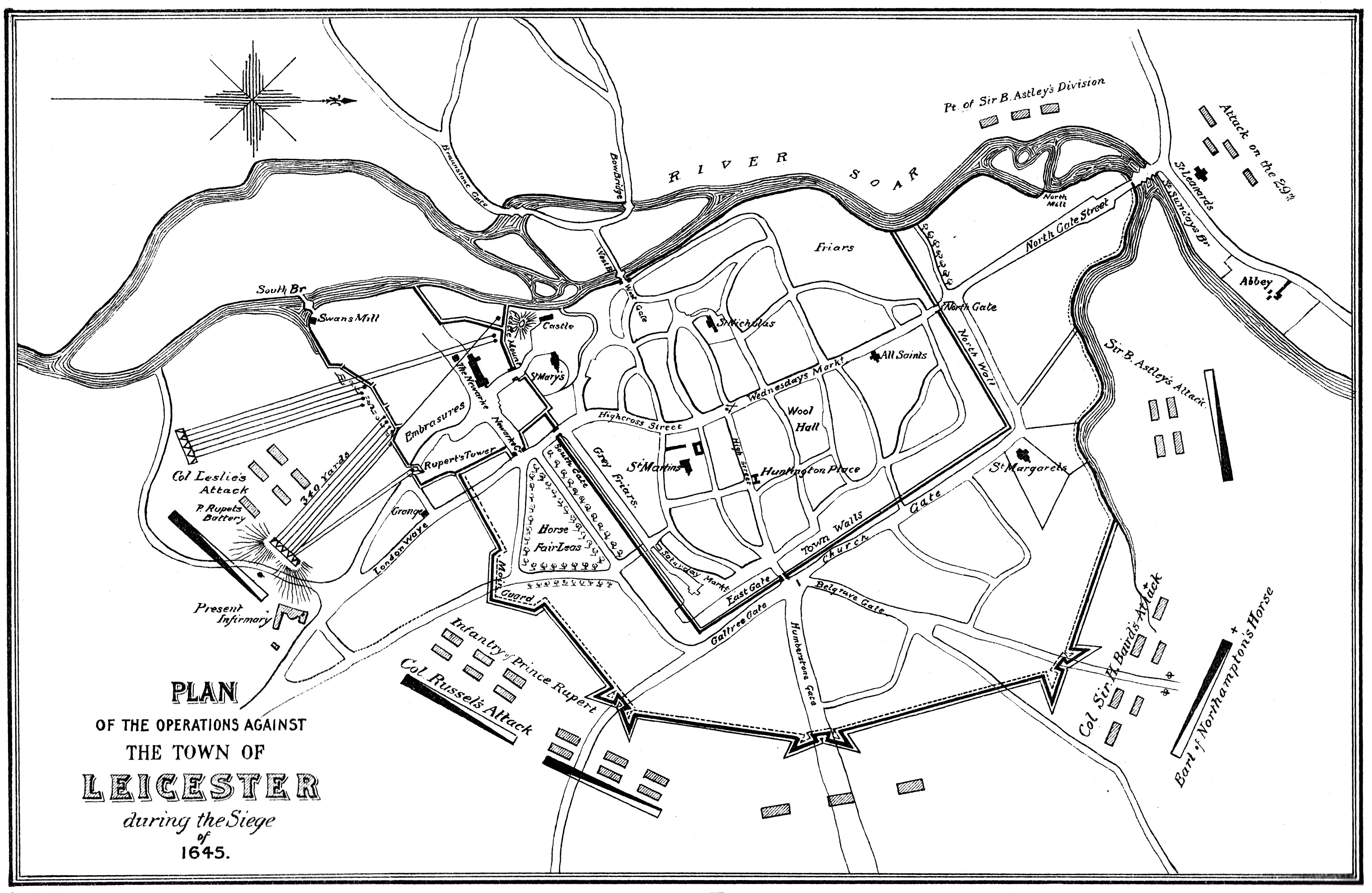
Plan miasta w 1645 r.

Mapa Leicesteru w 1947 r.

Miasto położone w środkowej części Anglii. Powierzchnia miasta wynosi 73,32 km². Średnia wysokość wynosi 66,89 m n.p.m.

### Klimat

Rzeka Soar w Parku Abbey (Leicester)

Miasto położone w strefie klimatu morskiego z łagodnymi zimami i chłodnymi latami. Najwyższą temperaturę zanotowano 35,1 °C w sierpniu 1990 r. Najniższą temperaturę –16,1 °C w styczniu 1963 r. Opady deszczu występują dość często, natomiast opady śniegu rzadko.

### Hydrografia
Leicester położone w dorzeczu rzeki Trent w zlewisku Morza Północnego. Największą powierzchnię zlewiska rzecznego na terenie miasta stanowi rzeka Soar.

### Gleby

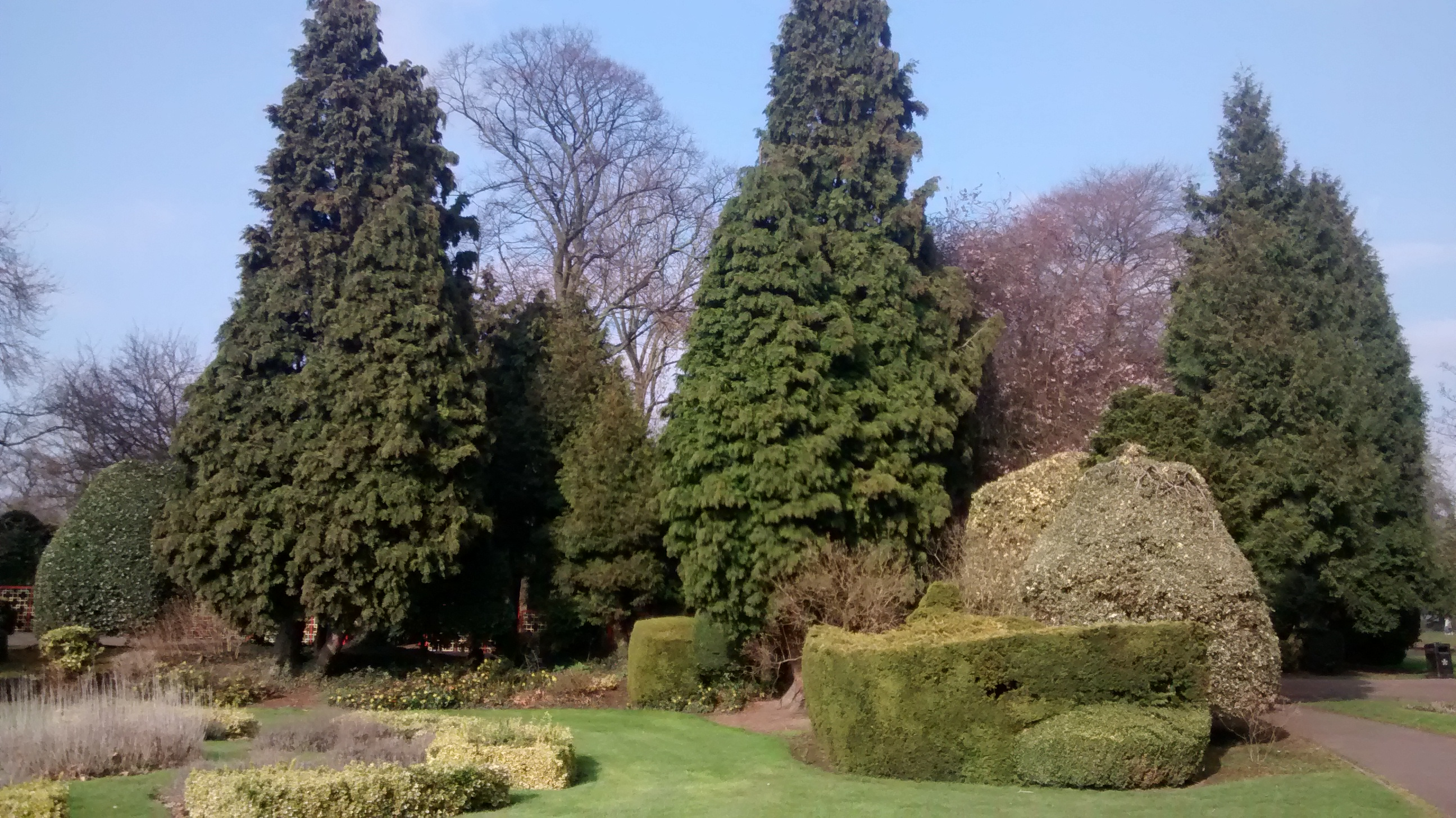
Drzewa i krzewy w Abbey Parku

W Leicesterze występują gleby brunatne wyługowane, płowe powstałe na iłach, glinach. Miasto położone na lekkich wzniesieniach.

### Rzeźba terenu
Miasto położone na skraju Niziny Angielskiej z lekkimi wzniesieniami od północnej strony miasta. Na obszarze miasta znajduje się kilka wzniesień. Najniżej położonym punktem miasta jest centrum miasta o średniej wysokości 58,3 m n.p.m.

## Przyroda
W samym mieście istnieje wiele parków, ogrodów z wieloma gatunkami drzew, krzewów, kwiatów. W parkach żyją różne gatunki zwierząt, płazów, gadów, owadów.
Jedynym rezerwatem przyrody na terenie miasta jest Aylestone Meadows Local Nature Reserve. Miasto nie jest otoczone lasami. Najbliższym naturalnym lasem jest Bradgate Park, Benscliffe Wood, Swithland Wood, Old Wood, Martinshaw Wood.

## Ludność
Liczba ludności miasta wynosi 348 tysięcy mieszkańców. Leicester jest ósmym największym miastem w Anglii i na dziesiątym miejscu w Wielkiej Brytanii.
Ludność miasta wzrastała w bardzo szybkim tempie, głównie za sprawą handlu, usług, przemysłu. Poniżej tabela ludności w latach 1901–2016 r.
| Populacja ludności w Leicesterze 1901 – 2016 | Populacja ludności w Leicesterze 1901 – 2016 | Populacja ludności w Leicesterze 1901 – 2016 | Populacja ludności w Leicesterze 1901 – 2016 | Populacja ludności w Leicesterze 1901 – 2016 | Populacja ludności w Leicesterze 1901 – 2016 | Populacja ludności w Leicesterze 1901 – 2016 | Populacja ludności w Leicesterze 1901 – 2016 | Populacja ludności w Leicesterze 1901 – 2016 | Populacja ludności w Leicesterze 1901 – 2016 | Populacja ludności w Leicesterze 1901 – 2016 | Populacja ludności w Leicesterze 1901 – 2016 |
| Rok                                          | 1901                                         | 1911                                         | 1921                                         | 1931                                         | 1939                                         | 1951                                         | 1961                                         | 1971                                         | 2001                                         | 2011                                         | 2016                                         |
| -------------------------------------------- | -------------------------------------------- | -------------------------------------------- | -------------------------------------------- | -------------------------------------------- | -------------------------------------------- | -------------------------------------------- | -------------------------------------------- | -------------------------------------------- | -------------------------------------------- | -------------------------------------------- | -------------------------------------------- |
| Populacja                                    | 211 579                                      | 227 222                                      | 234 143                                      | 239 169                                      | 261 339                                      | 285 181                                      | 273 470                                      | 284 208                                      | 279 921                                      | 329 839                                      | 348 343                                      |
|                                              |                                              |                                              |                                              |                                              |                                              |                                              |                                              |                                              |                                              |                                              |                                              |

## Topografia i podział administracyjny

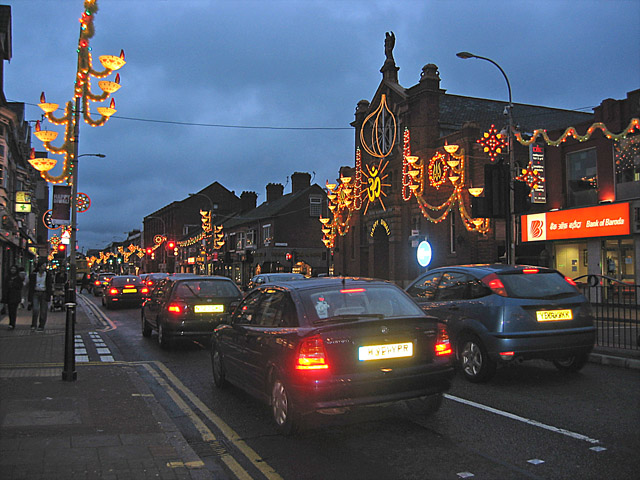
Dzielnica Belgrave w czasie święta Diwali

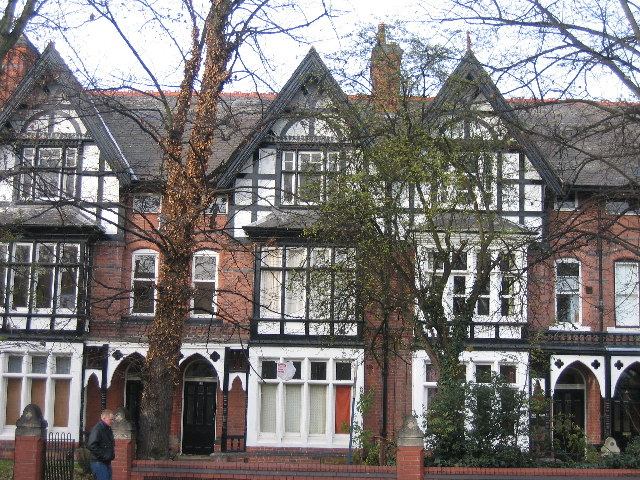
Budynek Wiktoriański przy ul. Narborough Road w dzielnicy Westcotes

Uliczka w centrum miasta

Miasto podzielone jest na kilkanaście dzielnic położonych w granicach administracyjnych Leicesteru.
- Abbey
- Aylestone
- Beaumont Leys
- Belgrave
- Braunstone
- Charnwood
- Coleman
- Evington
- Woodgate
- Saffron
- Humberstone
- Knighton
- Spinney Hills
- Stoneygate
- Thurncourt
- Westcotes
- Western Park

## Gospodarka
Miasto dobrze rozwinięte w zakresie gospodarki krajowej. W mieście funkcjonuje wiele prywatnych firm z różnych sektorów: usługi, handel, produkcja, nieruchomości itp. Leicester w 2008 roku uplasował się na 13 miejscu pod względem sprzedaży detalicznej w Anglii.

### Handel

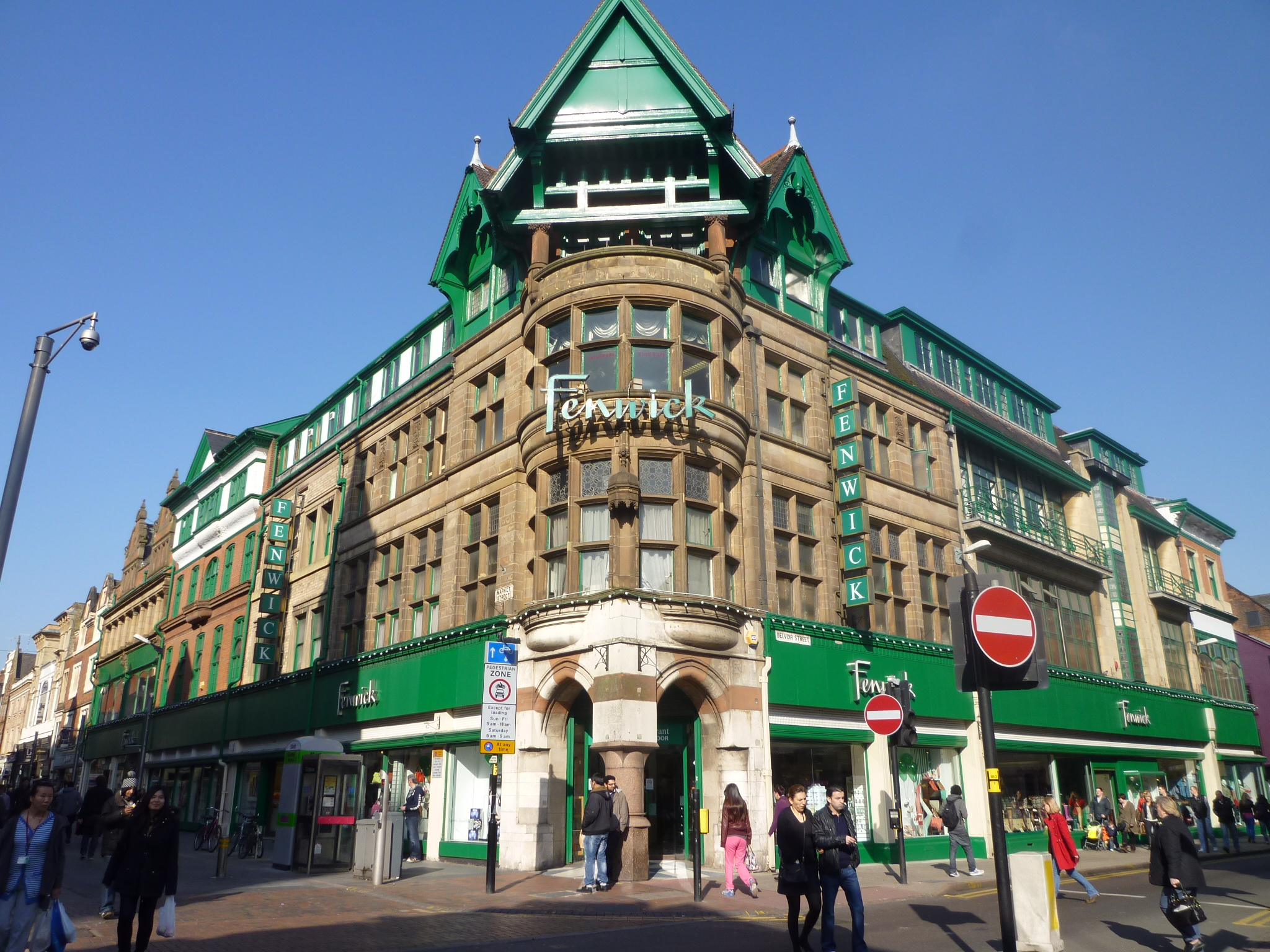
Fenwick

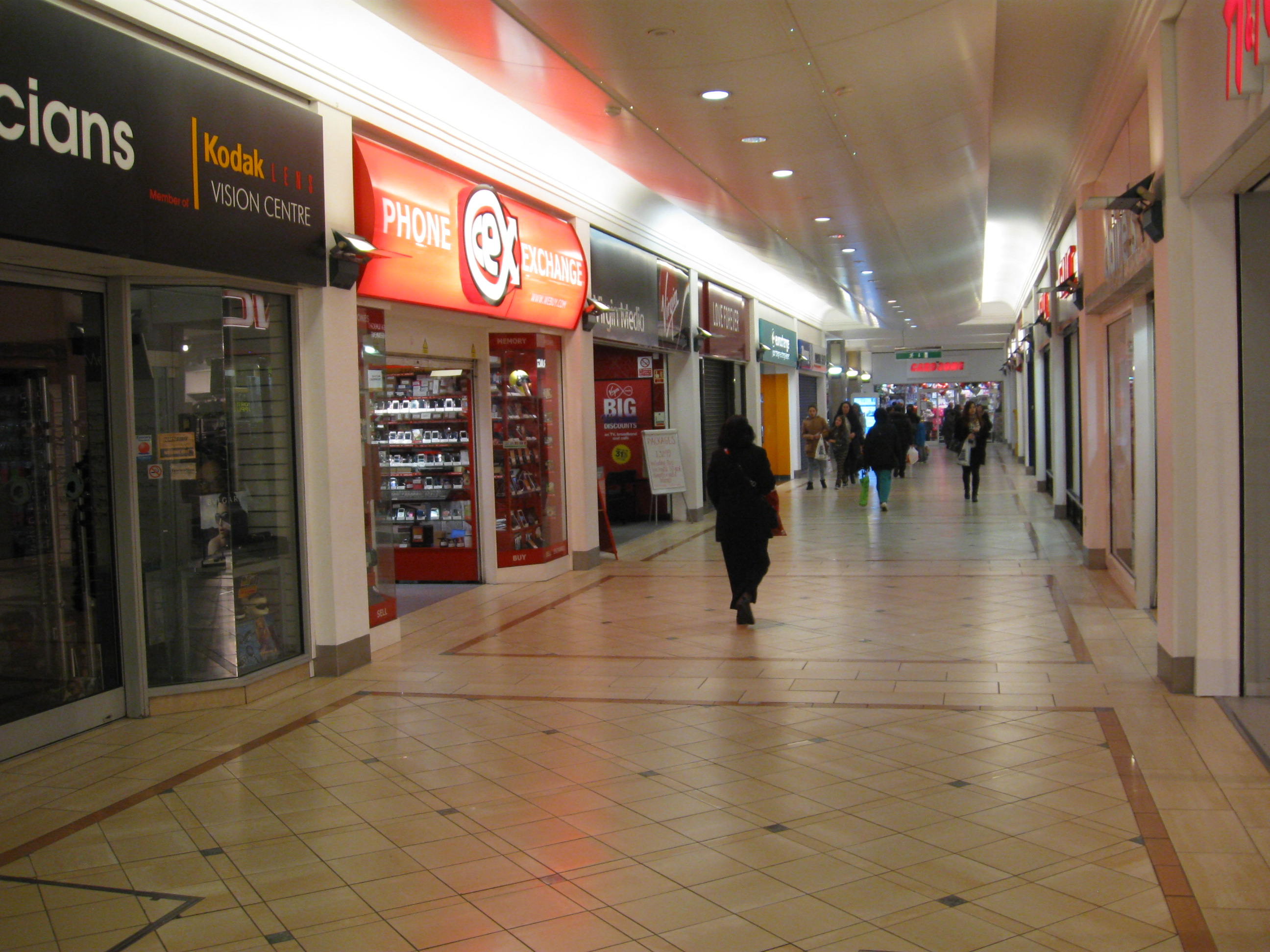
Haymarket – sklepy

W mieście istnieją dwa główne centra handlowe: Haymarket Shopping Centre oraz Highcross Leicester. Centrum handlowe Haymarket zostało otwarte w 1974 roku i było pierwszym, które zostało wybudowane na terenie miasta, z parkingiem dla 500 samochodów na kilku poziomach. Galeria Handlowa Highcross Leicester otwarta została w 2008 r. kosztem 350 milionów funtów. W mieście funkcjonują mniejsze centra handlowe m.in.: Fenwick, House of Fraser, John Lewis, Dunelm Mill i Debenhams, Galeria Handlowa St Martin’s Square oraz Leicester Market, który jest największym krytym rynkiem w Europie.
W Leicesterze mieści się wiele hipermarketów, marketów, sklepów sieciowych m.in.: Aldi, Asda, Argos, B&Q, Boots, Burberry, Currys, Iceland, John Lewis, Morrisons, Next, PC World, Primark, Sainsbury’s, Somerfield, Tesco, The Co-operative, TK Maxx, Topshop, Waitrose, WH Smith, Wilkinson.
- Pierwszy sklep firmy Wilkinson został otwarty w Leicesterze w 1930 roku.

### Usługi finansowe i biznesowe

Banki – od lewej Bank Santander, Yorkshire Bank, State Bank of India

W mieście działa wiele instytucji finansowych i biznesowych m.in.:
- Santander (wcześniej Alliance & Leicester)
- Royal Bank of Scotland
- Barclays Bank
- HSBC
- Halifax
- Nationwide
- Yorkshire Bank
- The Co-operative Bank
- RBS Bank
- State Bank of India
- ICICI Bank
- Bank of Baroda
- SNB – bank szwajcarski
- Aviva
- State Bank of India

### Hotele

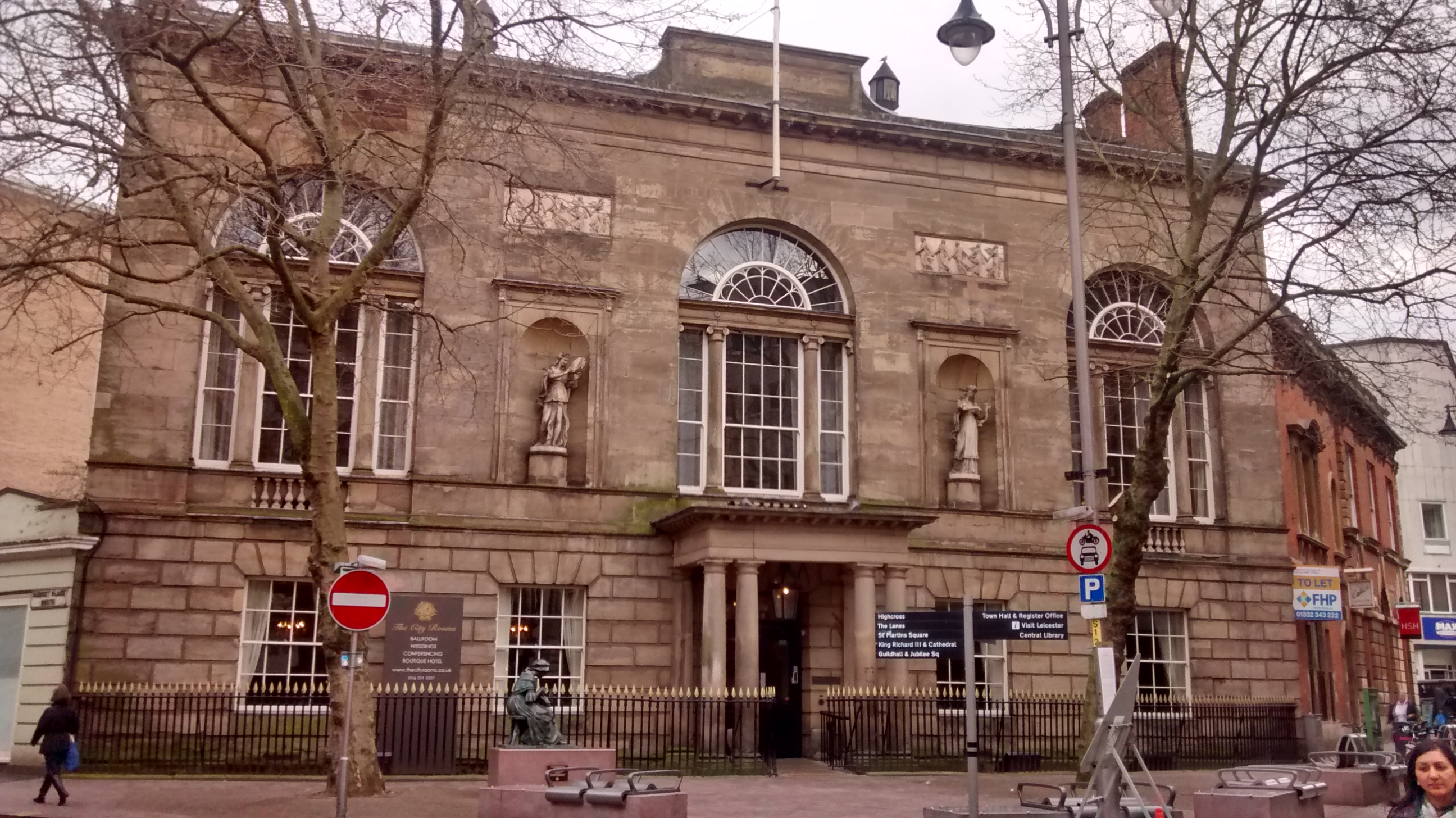
The City Rooms – Hotel

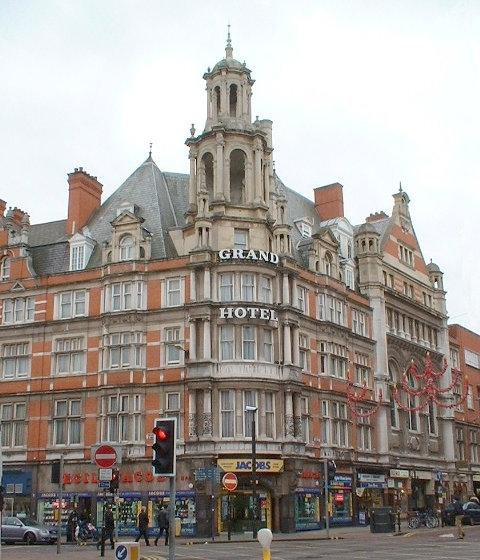
Grand Hotel w Leicesterze

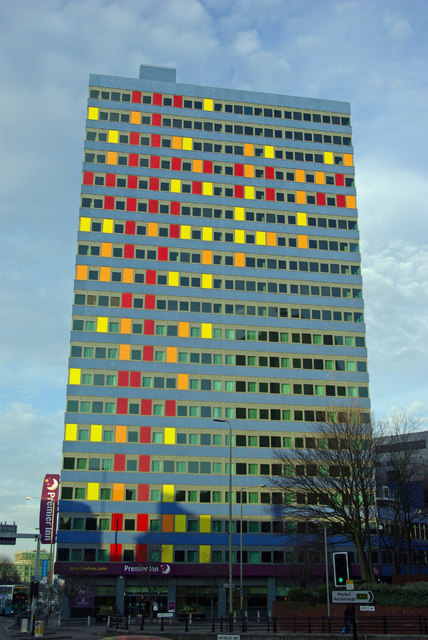
Hotel Premier In

Miasto posiada wiele hoteli o różnym standardzie znajdujące się w centrum miasta, jak i w innych dzielnicach.
- Belmont Hotel
- Campanile Hotel
- Campbells Guest House
- Castle Park Hotel
- College Court Hotel
- Comfort Nights Hotel
- Croft Hotel
- Days Inn Hotel
- Mercure Leicester The Grand Hotel
- Grafton House
- Holiday Inn
- Holiday Inn Express
- Hilton Leicester Hotel
- ibis Leicester
- ibis Budget Leicester
- Leicester City Hotel
- Marriott Hotel
- Premier Inn Leicester – Braunstone
- Premier Inn Leicester
- Premier Inn Fosse Park
- Premier Inn Leicester North West
- Ramada Encore
- Ramada Leicester Stage Hotel
- Regency Hotel
- Spindle Lodge B&B
- Stoneycroft Hotel
- The City Rooms

## Transport

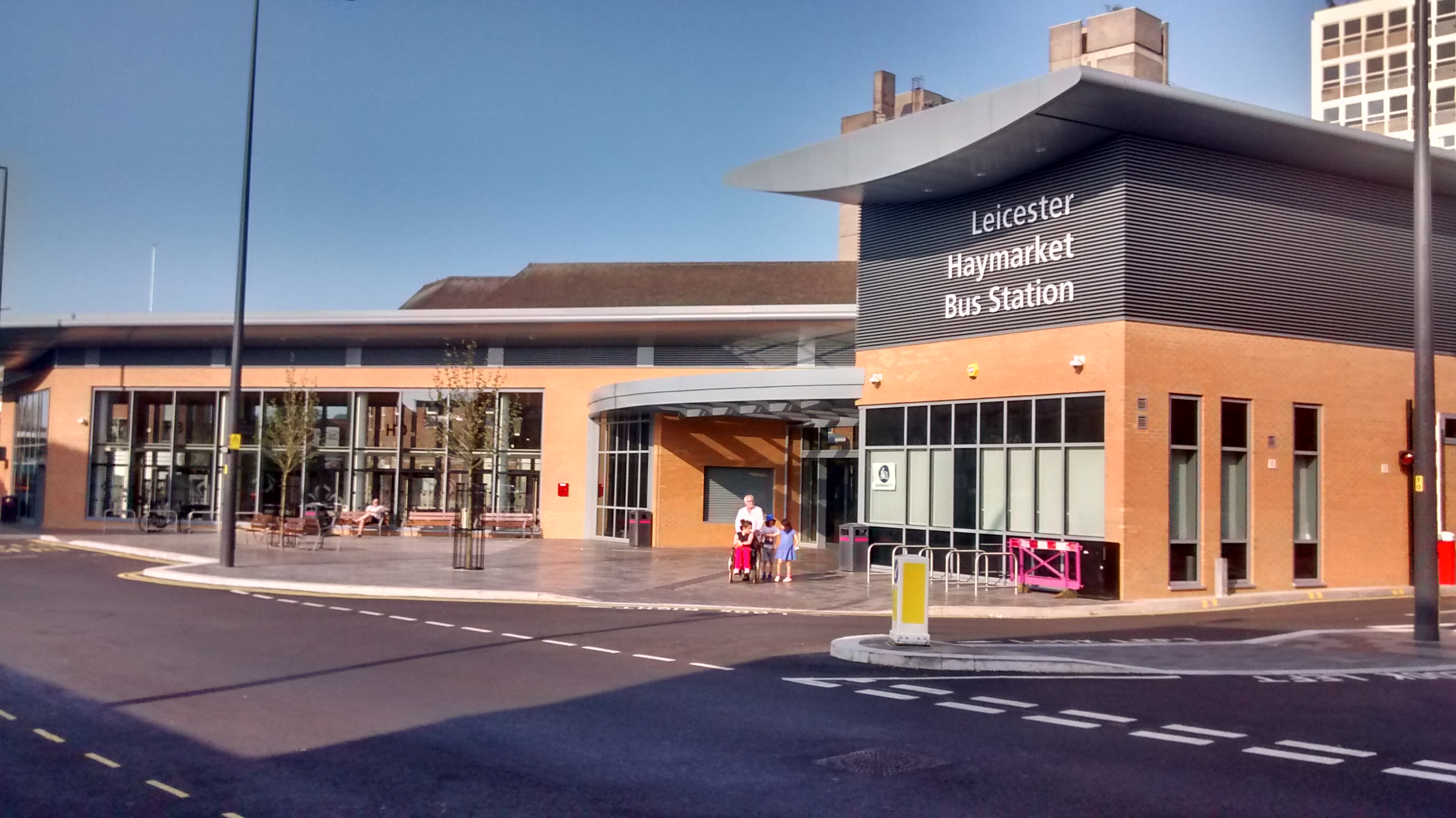
Dworzec autobusowy Haymarket

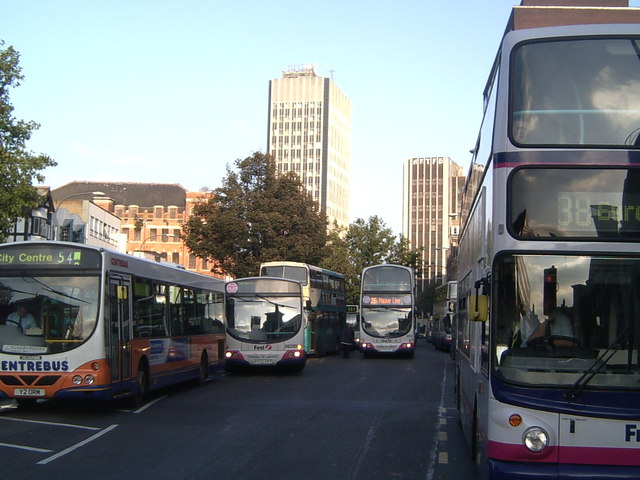
Pętla autobusowa w centrum miasta (2006)

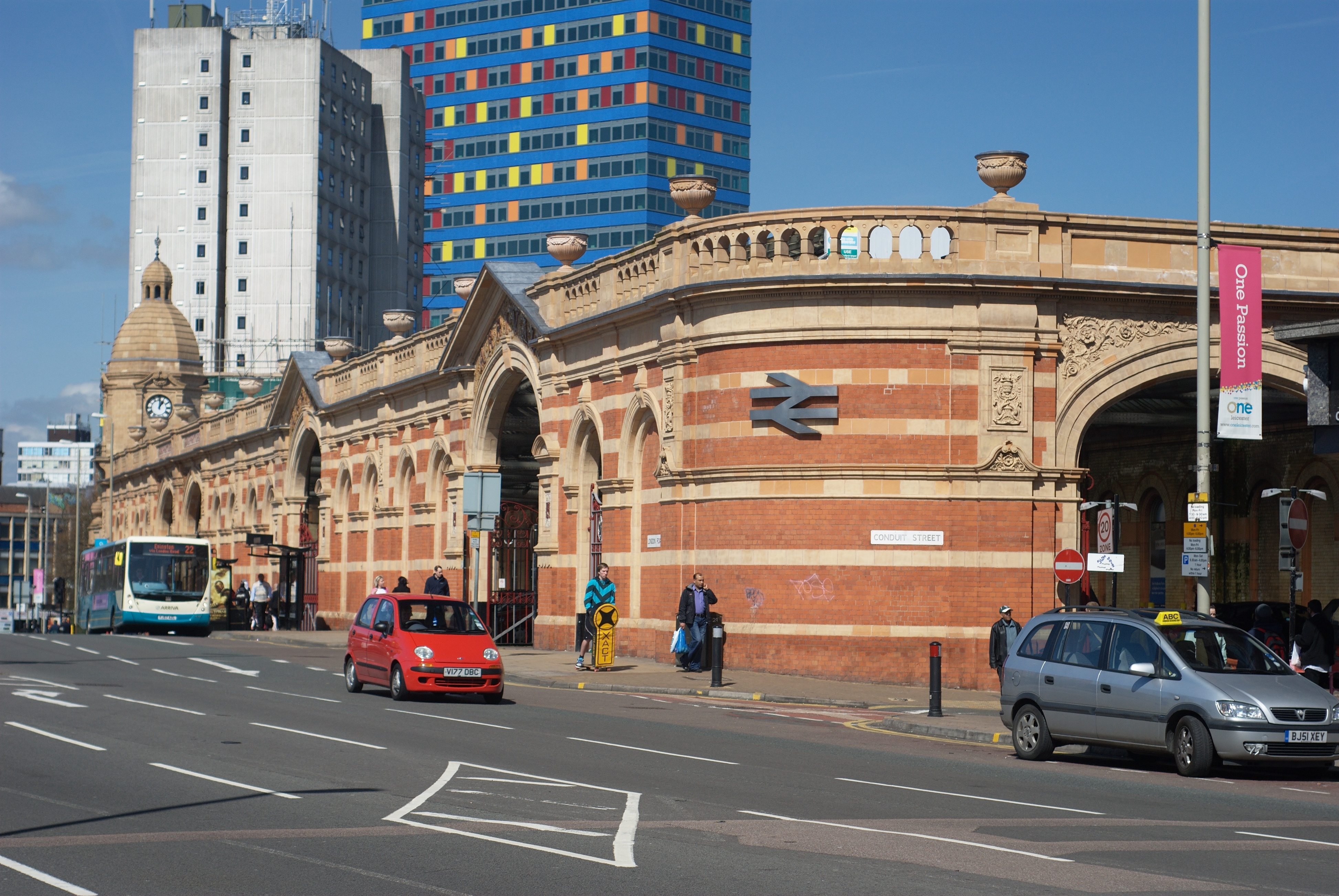
Dworzec kolejowy oraz ulica London Road (A6)

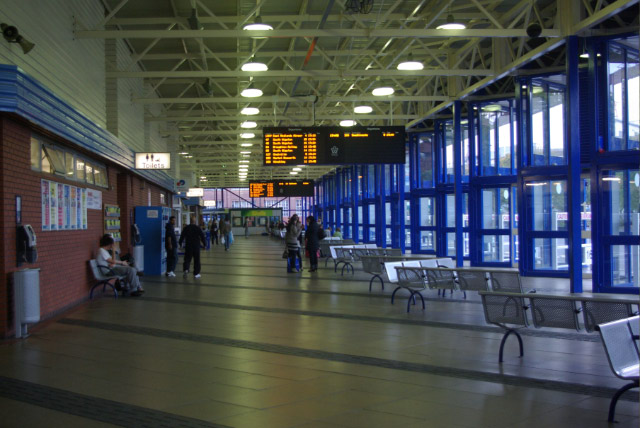
Dworzec autobusowy St Margaret’s Bus Station

### Transport kolejowy
Miasto posiada połączenie kolejowe z wieloma brytyjskimi miastami. Z głównego dworca kolejowego można dojechać bezpośrednio do London St Pancras International, gdzie swój początek ma Eurostar (Paryż, Bruksela).

### Transport drogowy
Przez miasto Leicester przebiegają autostrady M1 (część europejskiej trasy E13) i M69 oraz drogi krajowe A6 i A46.

Postój Taksówek w centrum Leicester

Galeria Handlowa Highcross Leicester

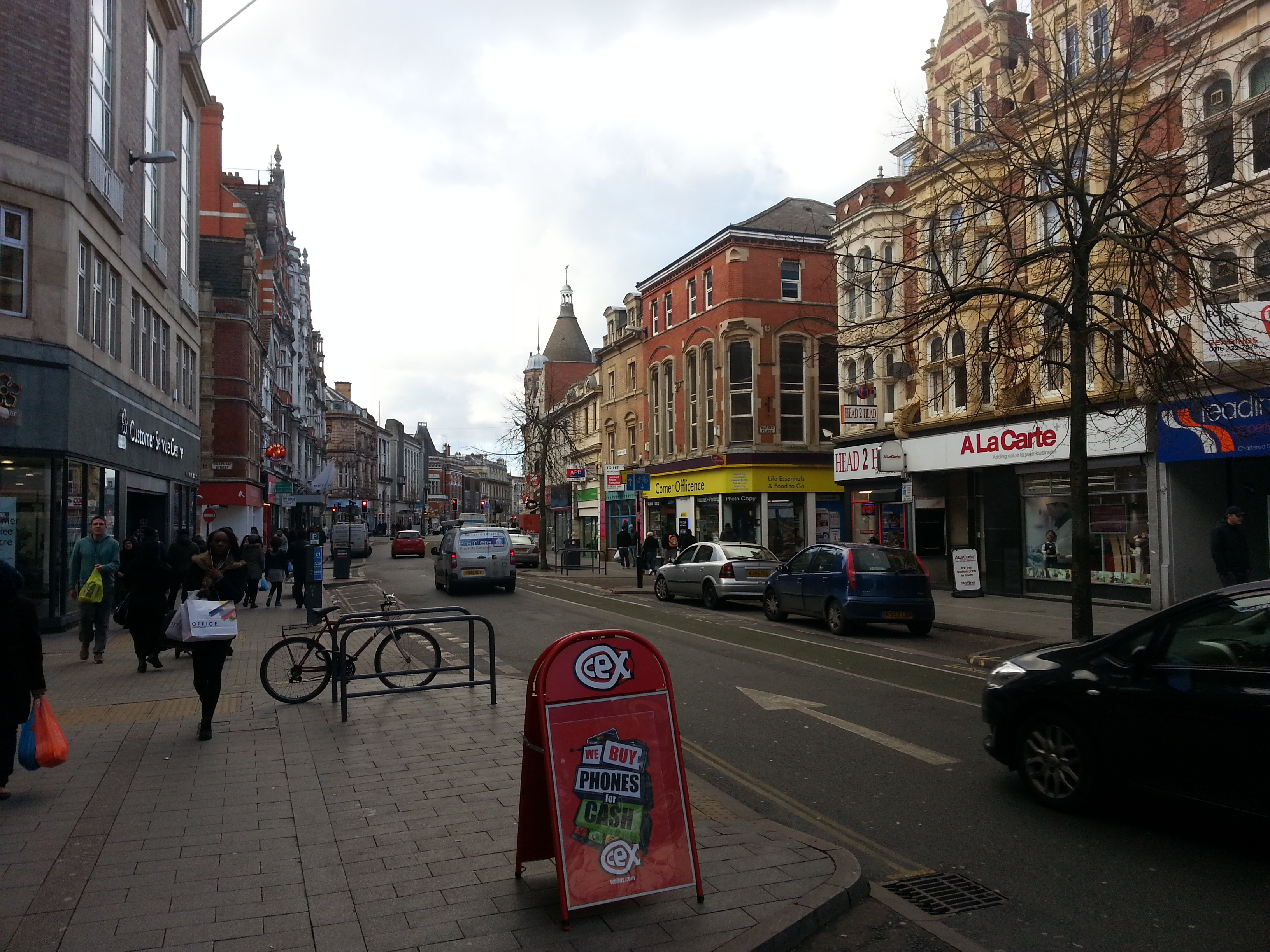
Ulica Granby Street

Centrum Leicester w tle Tesco Express

#### Drogi przebiegające przez Leicester
Miasto położone przy autostradzie M1 łączące południową Anglię ze Szkocją.
- Autostrada M1 (E13)
- Autostrada M69
- Droga krajowa A6
- Droga krajowa A46
- Droga krajowa A47
- Droga krajowa A50

#### Drogi lokalne
- A426 – droga Leicester – Rugby
- A563 – obwodnica miasta
- A607 – droga Leicester – Grantham
- A5199 – droga Leicester- Northampton
- A6030 – droga Leicester – Oadby

#### Mosty i wiadukty
W Leicesterze istnieje wiele mostów i wiaduktów powstałych w okresie XIII – XX wieku. Większość mostów służy do przeprawy przez rzekę Soar.

#### Ulice
Miasto posiada wiele dróg głównych, wylotowych oraz obwodowych jedno- i dwupasmowych. Główne ulice miasta to: St. Margaret’s Way, Abbey Line, Melton Road, Humberstone Road, Uppingham Road, Broad Avenue, Wakerley Road, London Road, Welford Road, Aylestone Road, Narborought Road, New Parks Way, King Richards Road, Hinckley Road, Groby Road, Anstey Line.

#### Taksówki
W mieście funkcjonują prywatne korporacje Taxi: Club Taxis, Swift Fox Cabs, A2B Leicester Taxis, Highfields Taxis, 1A Cabs, Street Cars, Queens Taxis, Leicester Airport Taxis, Westmister Taxis.

#### Autobusy dalekobieżne
Głównym dworcem autobusowym w Leicesterze jest St Margaret’s Bus Station oraz Haymarket Bus Station. Leicester ma dogodne połączenia autobusowe do wielu miast Wielkiej Brytanii, obsługiwane przez National Express oraz przez kilku innych przewoźników. Miasto obsługiwane jest przez kilka miejskich i podmiejskich linii autobusowych: Arriva, Centrebus, First Leicester, Hinckley Bus (Part of Arriva Midlands), Kinchbus, Leicester Bus, Roberts Coaches and Stagecoach Midlands.
Z dworca istnieją bezpośrednie połączenia z miastami Polski: Warszawą, Krakowem, Łodzią, Wrocławiem, Poznaniem, Białymstokiem, Częstochową, Zieloną Górą, Katowicami, Rzeszowem, Lublinem, Olsztynem, Gdańskiem.

#### Komunikacja miejska
W mieście funkcjonuje kilku miejskich przewoźników autobusowych: Arriva, Centrebus, First Leicester, Hinckley Bus (Part of Arriva Midlands), Kinchbus, Leicester Bus, Roberts Coaches and Stagecoach Midlands.
W latach 70., 80., 90. kursowały autobusy już nieistniejących w Leicesterze firm m.in. Midlandfox, City Busses, City Bus, Fox Cub, Leicester City Bus.

### System tramwajowy
System tramwajowy w Leicesterze funkcjonował w latach 1874–1949.

### Transport lotniczy

Rondo przy ul. Fosse Road North

W mieście znajduje się regionalne lotnisko oraz lądowisko helikopterów. Leicester ze względu na dogodne położenie posiada dobrze rozwiniętą międzynarodową komunikację lotniczą. Najbliższym międzynarodowym portem lotniczym jest East Midlands, położony w odległości 29 km oraz lotnisko w Birmingham w odległości 59 km. Z East Midlands są bezpośrednie połączenia z Krakowem, Łodzią, Rzeszowem, Warszawą, Wrocławiem. Z Birmingham bezpośrednie połączenia do Bydgoszczy, Gdańska, Katowic i Krakowa.

### Transport wodny
Transport wodny odbywa się na rzece Soar z odgałęzieniami kanałowymi Grand Union Canal. W kierunku północnym miasto posiada połączenia wodne z miastami Syston, Loughborough, Nottingham, Newark-on-Trent oraz Kingston upon Hull przez rzekę Trent. W kierunku południowym połączenia wodne z miastami Market Harborough, Northampton, Bedford, Milton Keynes, Londyn.

## Administracja

### Urząd miasta

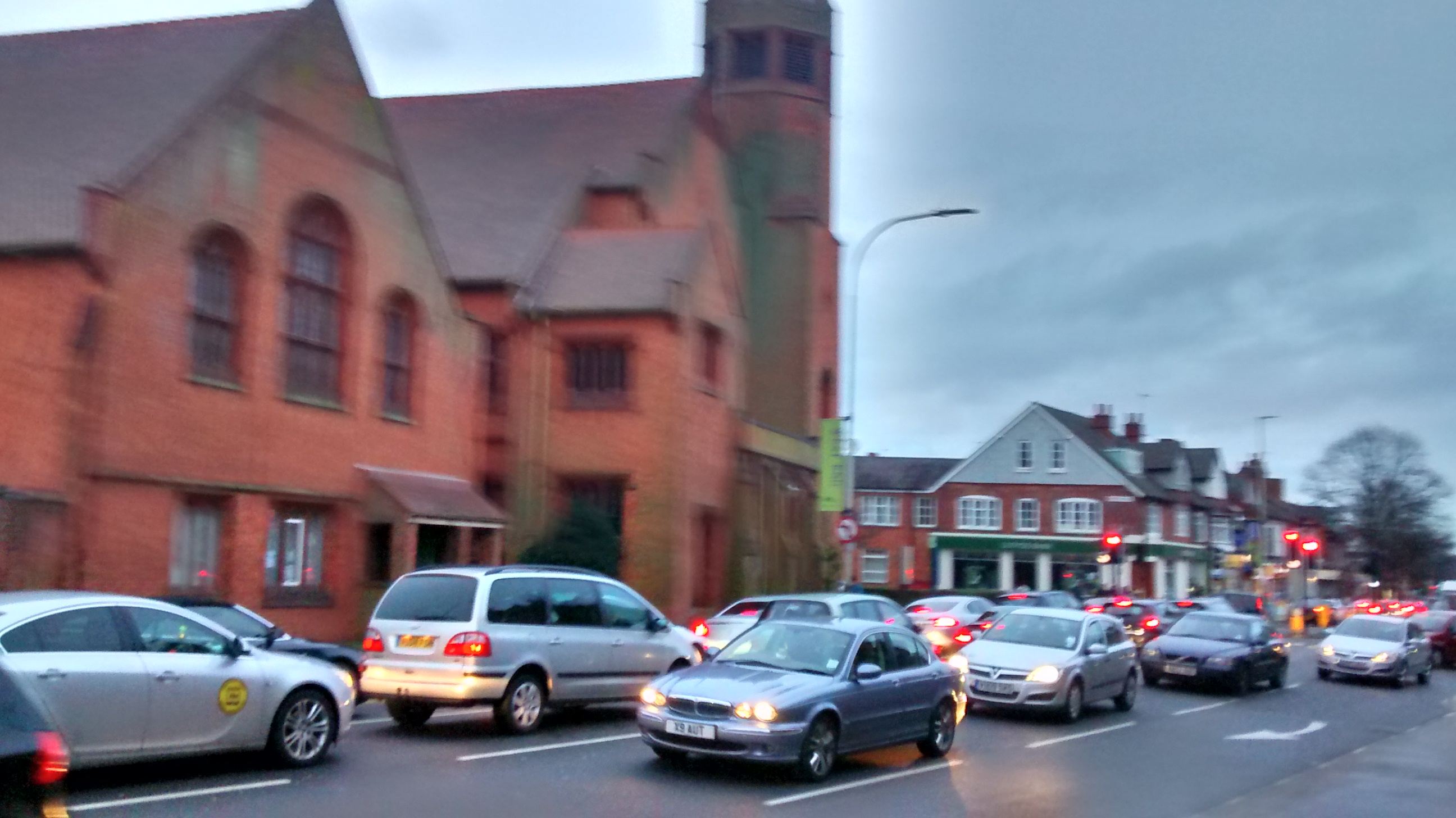
Leicester – Narborough Road

Urząd miasta (ang. City Council Leicester) znajduje się przy ul. 91 Granby Street. Wcześniej główna administracja miasta usytuowana była przy ul. Welford Place, budynek urzędu został wyburzony 22 lutego 2015 r.

### Władze miasta
- Peter Alfred Soulsby – burmistrz miasta
- Rory Palmer – zastępca burmistrza
- Piara Singh Clair – przewodniczący zarządu, kultura, rozrywka, sport
- Andy Connelly – zastępca burmistrza miasta
- Sarah Russell – przewodniczący rady miasta
- Rita Patel – opieka społeczna
- Manjula Sood – opieka społeczna (partnerstwo i równość)

## Instytucje publiczne

Urząd Miasta (City Council Leicester)

- Urząd Miasta (Leicester City Council)
- Urząd Skarbowy (HM Revenue & Customs)
- Urząd Imigracyjny (Immigration Advisory Service)[15]
- Urząd Pracy (Jobcentre Plus)
- Ministerstwo spraw wewnętrznych (Home Office)
- Urząd Stanu Cywilnego (The Register Office)
- Poczta Królewska (Royal Mail)

## Edukacja i nauka

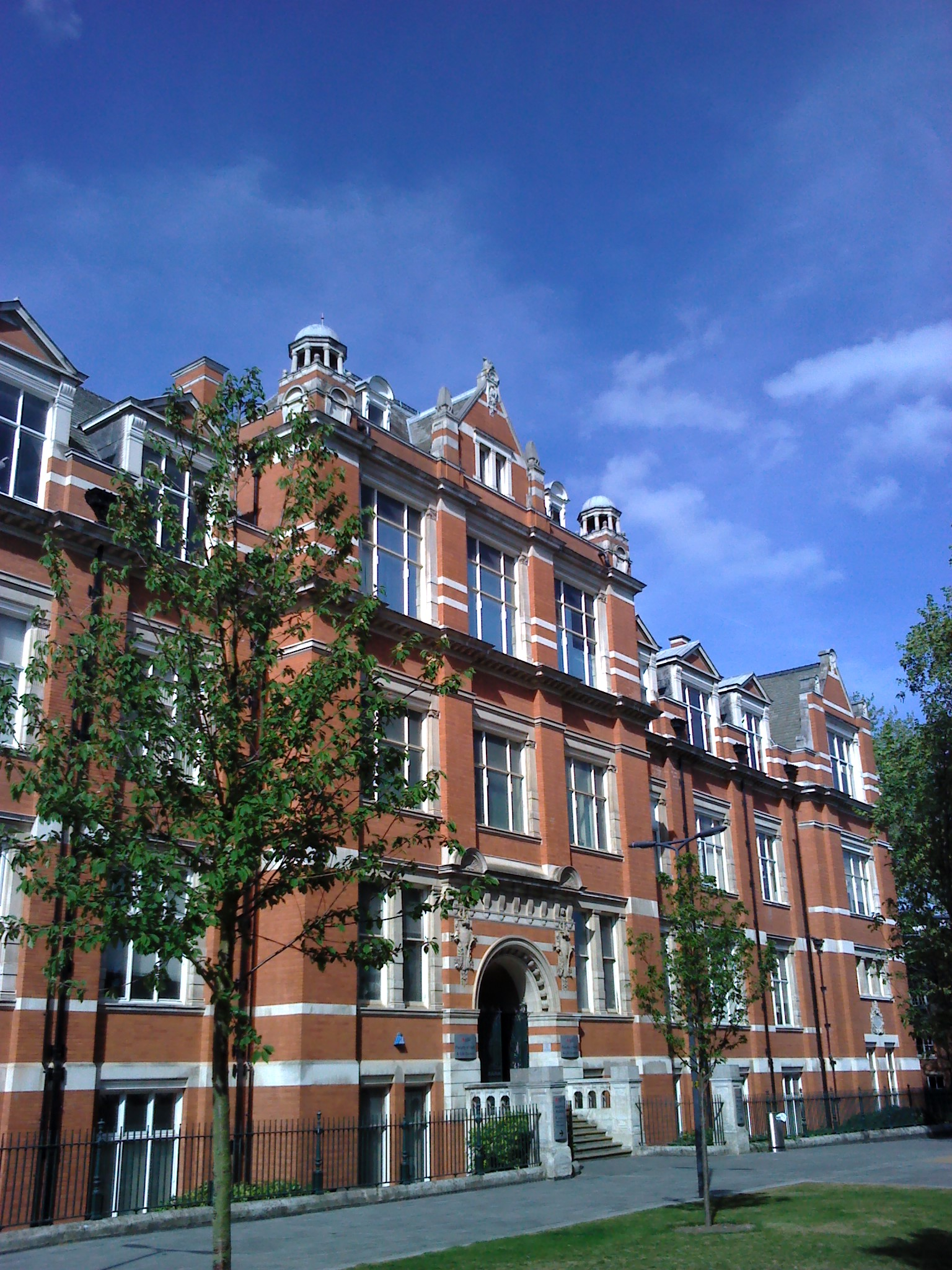
Budynek Uniwersytetu De Montfort

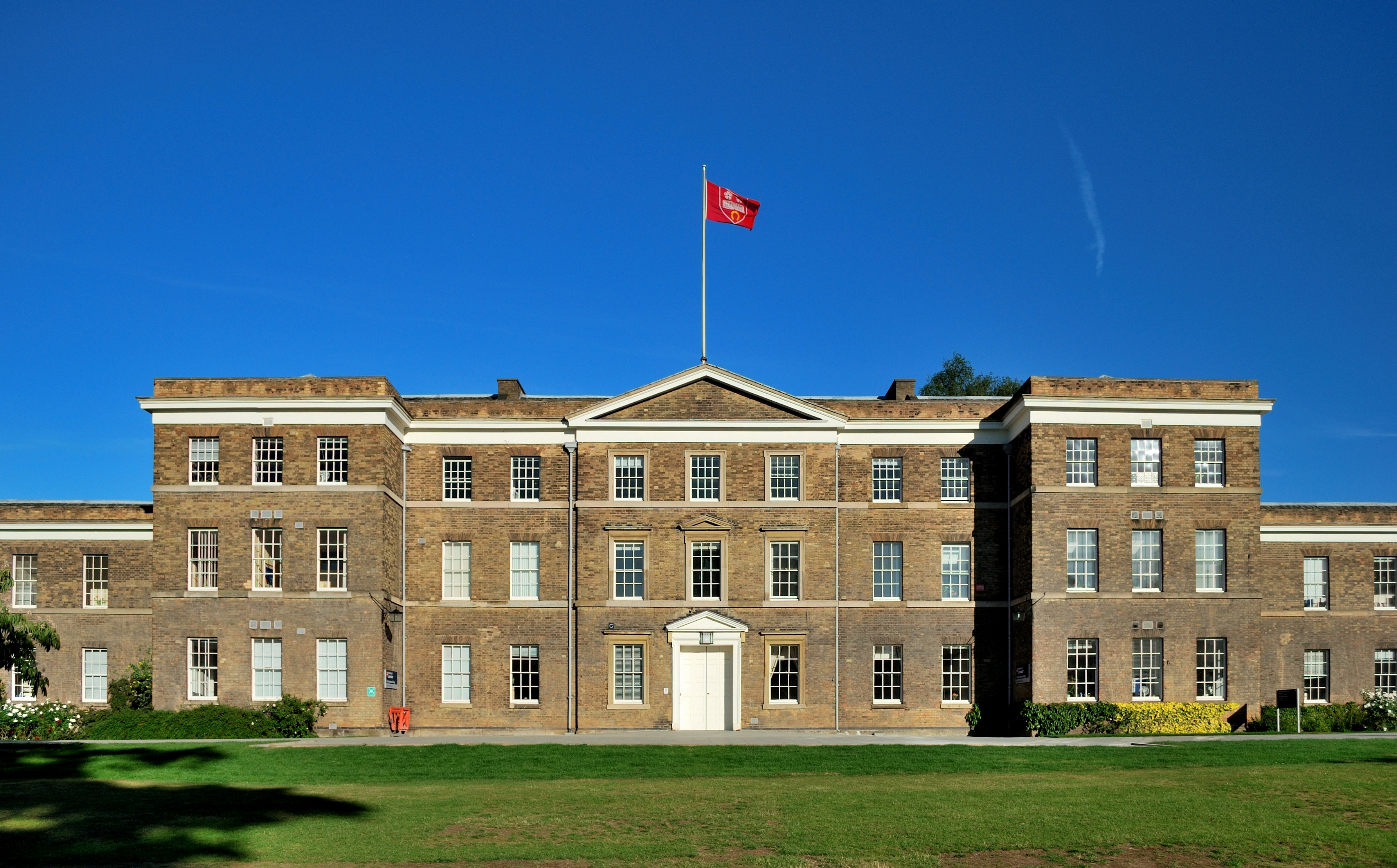
Budynek Uniwersytetu Leicester

Miasto pod względem edukacyjnym bardzo dobrze rozwinięte. Leicester posiada:
- Przedszkola (Nursery School)
- Szkoły podstawowe (Primary School)
- Gimnazja (Middle School)
- Technika (Technical Schools)
- Szkoły średnie (Secondary School)

### Szkoły wyższe
W Leicesterze funkcjonuje kilka szkół wyższych, m.in.:
- De Montfort University[17]
- University of Leicester[18]

## Ochrona zdrowia
W mieście funkcjonuje kilka szpitali, pogotowie ratunkowe, ośrodki zdrowia, prywatne kliniki.

### Szpitale
- Glenfield Hospital
- Leicester General Hospital
- Leicester Royal Infirmary
- Spire Leicester Hospital
- Nuffield Health – Leicester Hospital
- East Midlands Ambulance Service – Pogotowie Ratunkowe

## Bezpieczeństwo publiczne
W mieście funkcjonuje policja, straż pożarna, straż miejska.

### Policja

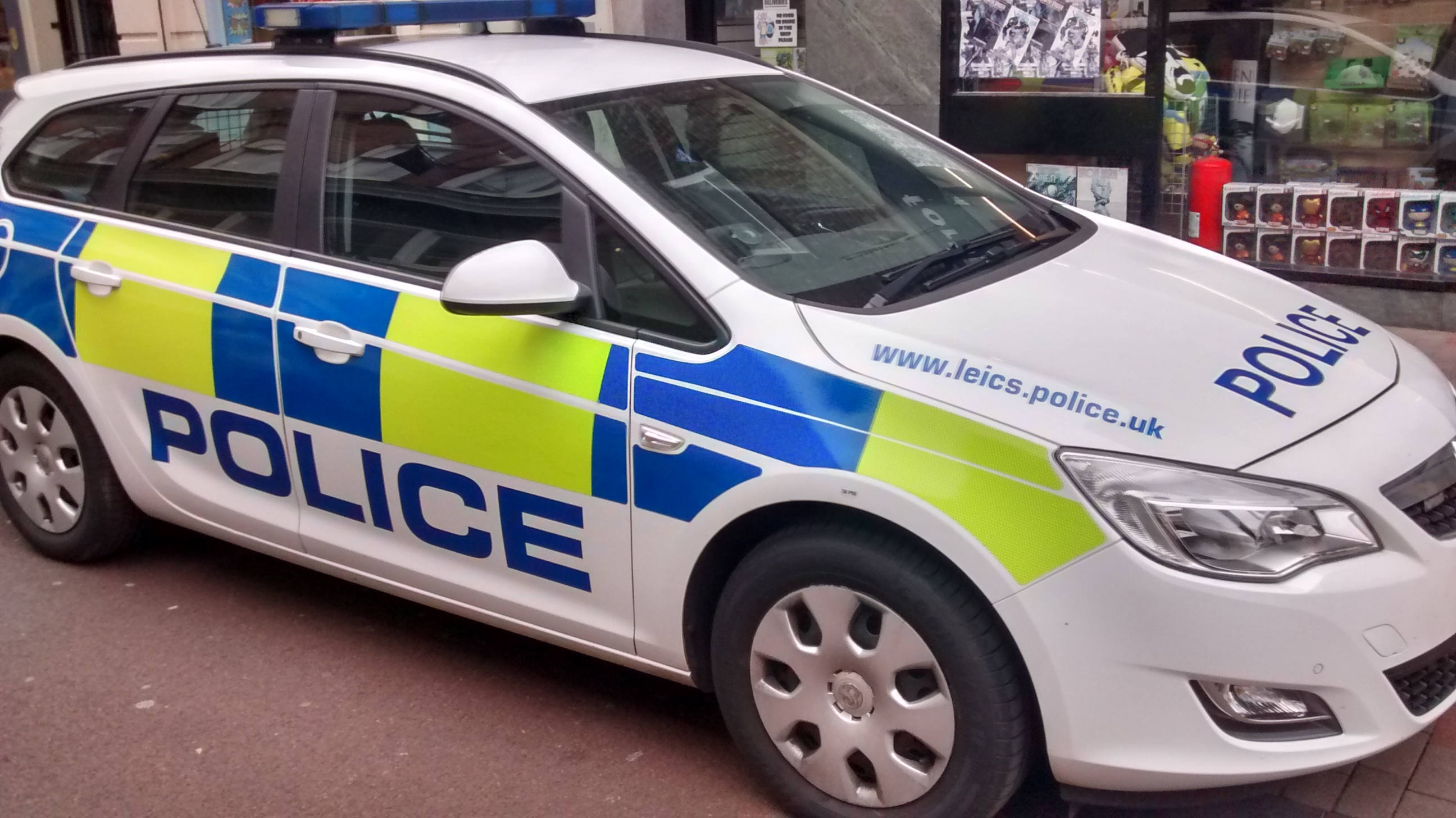
Policyjny samochód (Leicester)

Straż Pożarna (Leicester)

- Police Station Hinckley Road
- Belgrave Police Station
- New Parks Police Station
- Mansfield House Police Station
- Keyham Lane Police Station
- Braunstone Police Station
- Beaumont Leys Police Station
- British Transport Police

### Straż pożarna
- Central Leicester Fire Station
- Eastern Leicester Fire Station
- Southern Leicester Fire & Rescue Station
- Leicestershire Fire Station

## Media lokalne

### Telewizja

Siedziba Radia BBC Leicester

- BBC Leicester
- BBC One East Midlands Today
- Locate TV
- Soar TV
- Midlands Asian Television
- MATV Channel 6

### Radio

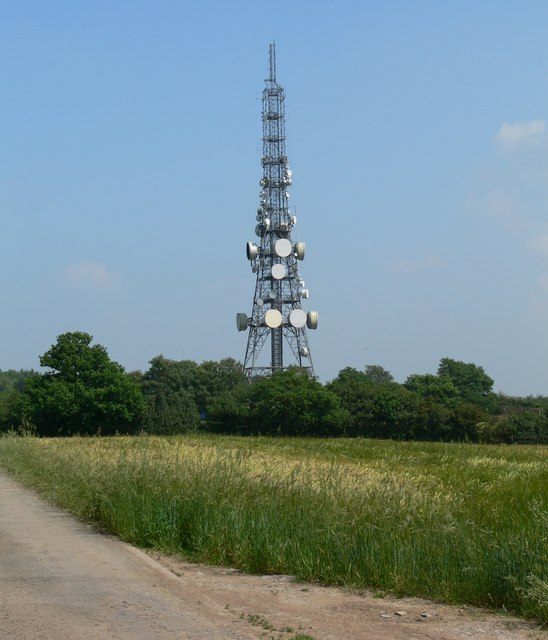
Nadajnik radiowo telekomunikacyjny przy autostradzie M1 (Radio BBC Leicester)

- BBC Radio Leicester
- Leicester Sound
- Capital East Midlands FM
- Sabras Radio
- Highways Agency Traffic Radio
- XFM – radio
- Classic Gold GEM Radio
- Gem 106 Radio
- Asian Plus – radio hinduskie
- Takeover Radio
- Smooth Radio

### Gazety lokalne
- Leicester Mercury
- Western Park Gazette
- Glenfield Gazette
- This is Leicestershire
- Metro (gazeta bezpłatna)

### Portale internetowe

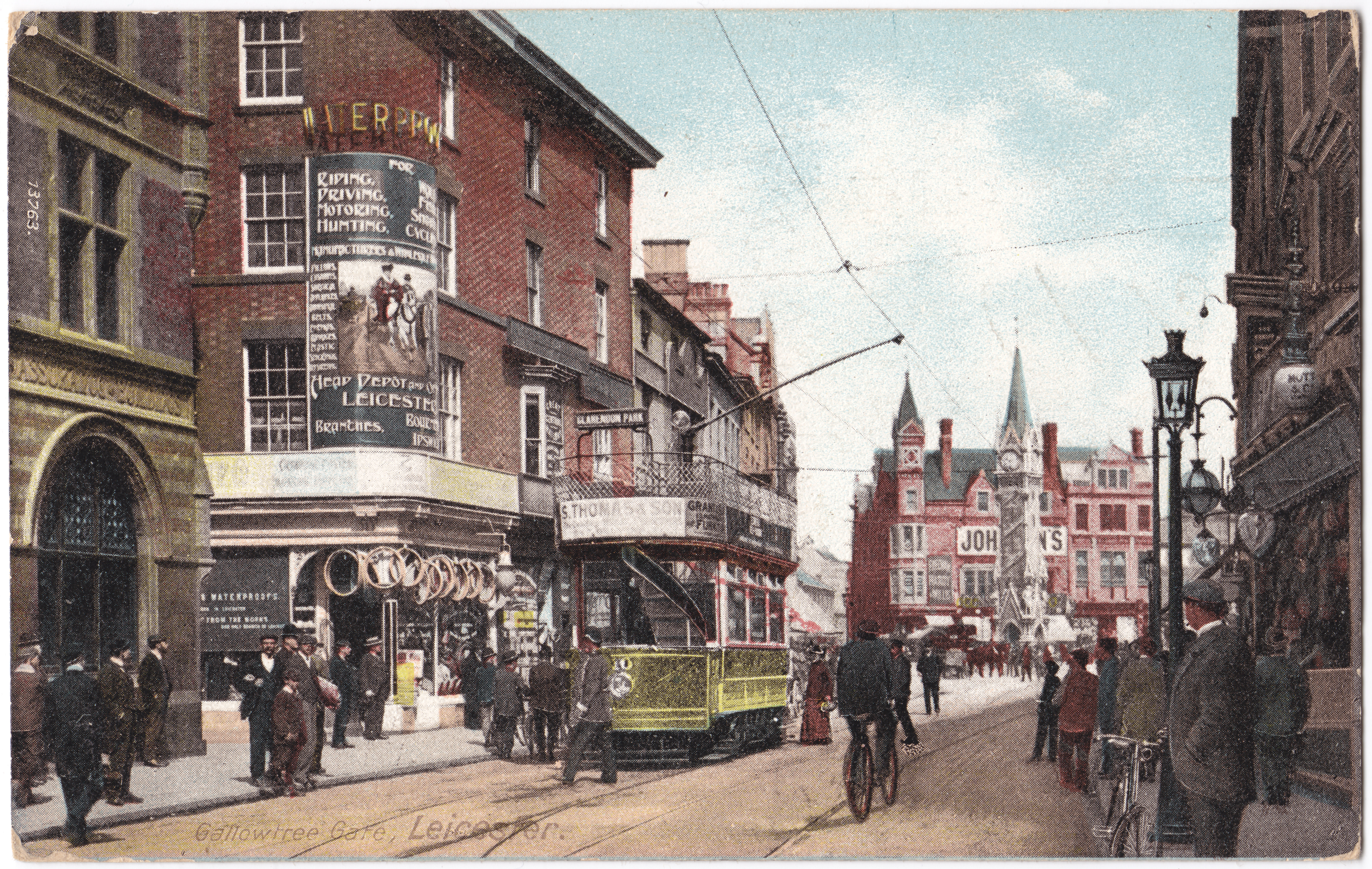
Tramwaj na Gallowtree Gate Leicester 1905 r.

- leicester.gov.uk
- leicestermercury.co.uk
- lcfc.com
- visitleicester.info
- Leicester – BBC News

## Najwyższe budynki miasta

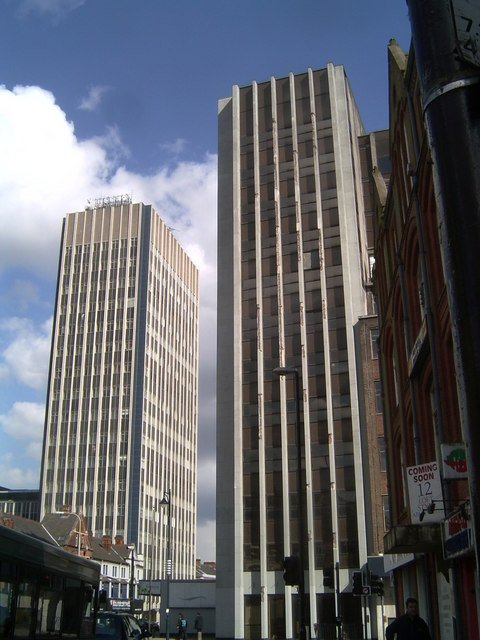
Po lewej stronie Cardinal Telephone Exchange oraz Hotel International

Eastern Boulevard Residential Tower

W mieście znajduje się dwanaście budynków przekraczających wysokość powyżej 50 metrów.
Najwyższym budynkiem jest biurowiec Cardinal Telephone Exchange o wysokości 84 m.
- Lista najwyższych budynków
- 1 Cardinal Telephone Exchange 84 m
- 2 St. George’s Tower 82 m
- 3 Eastern Boulevard Residential Tower 67 m
- 4 Leicester Cathedral 67 m
- 5 Goscote House 66 m
- 6 Thames Tower 58 m
- 7 New Walk Centre 55 m
- 8 Clipstone House 52 m
- 9 Framland House 52 m
- 10 Gordon House 52 m
- 11 Maxfield House 52 m
- 12 Attenborough Building 52 m

## Skład etniczny
Miasto znane jest w całej Wielkiej Brytanii z ogromnej różnorodności etnicznej. Stanowi ono największe skupisko ludności hinduskiej, pakistańskiej oraz kurdyjskiej. Jako ważny ośrodek przemysłowy Leicester przyciąga ludność z całego świata, obecnie stało się drugim po Londynie skupiskiem Polaków w Anglii.
W Leicesterze odbywają się hinduskie obchody Diwali, największe poza Indiami.

## Polonia w Leicesterze

Polski sklep przy ul. Fosse Road North

Tudor Road (ulica zamieszkała przez znaczną ilość Polonii)

W mieście Leicester znajduje się największe skupisko Polonii po Londynie. W mieście znajdują się liczne sklepy polskie, restauracja, puby, kluby. w Leicesterze funkcjonuje polski kościół katolicki. W mieście istnieją dwie polskie szkoły – Edu Owls i Polska Szkoła im. Jana Pawła II.
W mieście działa Federacja Polskich Stowarzyszeń Studenckich w Wielkiej Brytanii.
Głównymi dzielnicami zamieszkałymi przez Polonię są Westcotes, Braunstone, Glenfield, Evington. Najwięcej polskich sklepów znajduje się przy Narborough Road, Hinckley Road, Fosse Road, Tudor Road.

### Polskie portale internetowe
- Polonia w Leicesterze
- Leicester.pl
- Moje Leicester

### Polska prasa
W mieście można zakupić polską prasę ukazującą się raz lub kilka razy w miesiącu: Angora, Auto motor i sport, Auto Świat, Bravo, Burda, CKM, Klaudia, Cosmopolitan, Dziennik Polski Londyn, Gala, Kobieta i Życie, Newsweek, Pani Domu, Poradnik Domowy, Przyjaciółka, Samo Zdrowie, Twój Styl, Viva, Wprost, Życie na Gorąco, Żyjmy dłużej.

## Język w Leicesterze
Obok języka angielskiego używane są języki innych narodowości:
- gudżarati
- pendżabi
- urdu
- polski
- rosyjski
- litewski
- łotewski
- rumuński

## Kuchnia
W mieście kultura kulinarna prezentuje bardzo szeroki przekrój kuchni z różnych stron świata, inspirowana wpływami imigrantów. Można tu odwiedzić restauracje włoskie, irlandzkie, hinduskie, pakistańskie, irańskie, chińskie, tureckie, tajskie, afrykańskie.

## Parki i ogrody

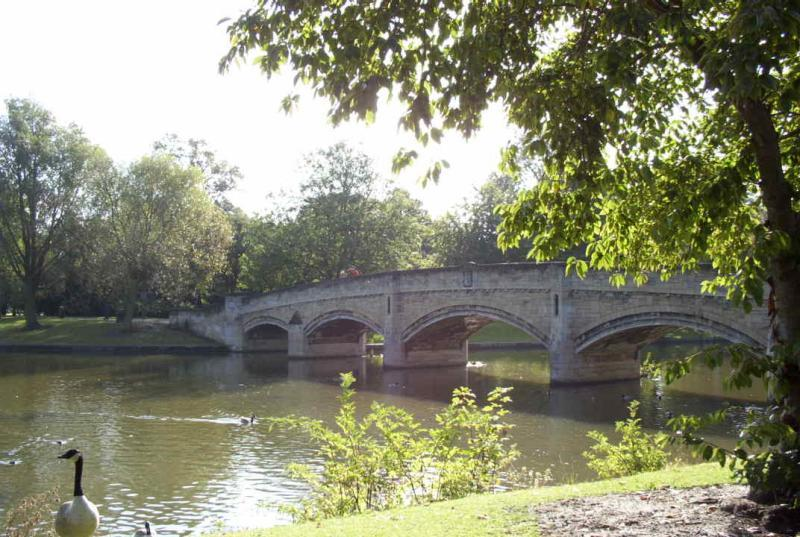
Most w Abbey Parku

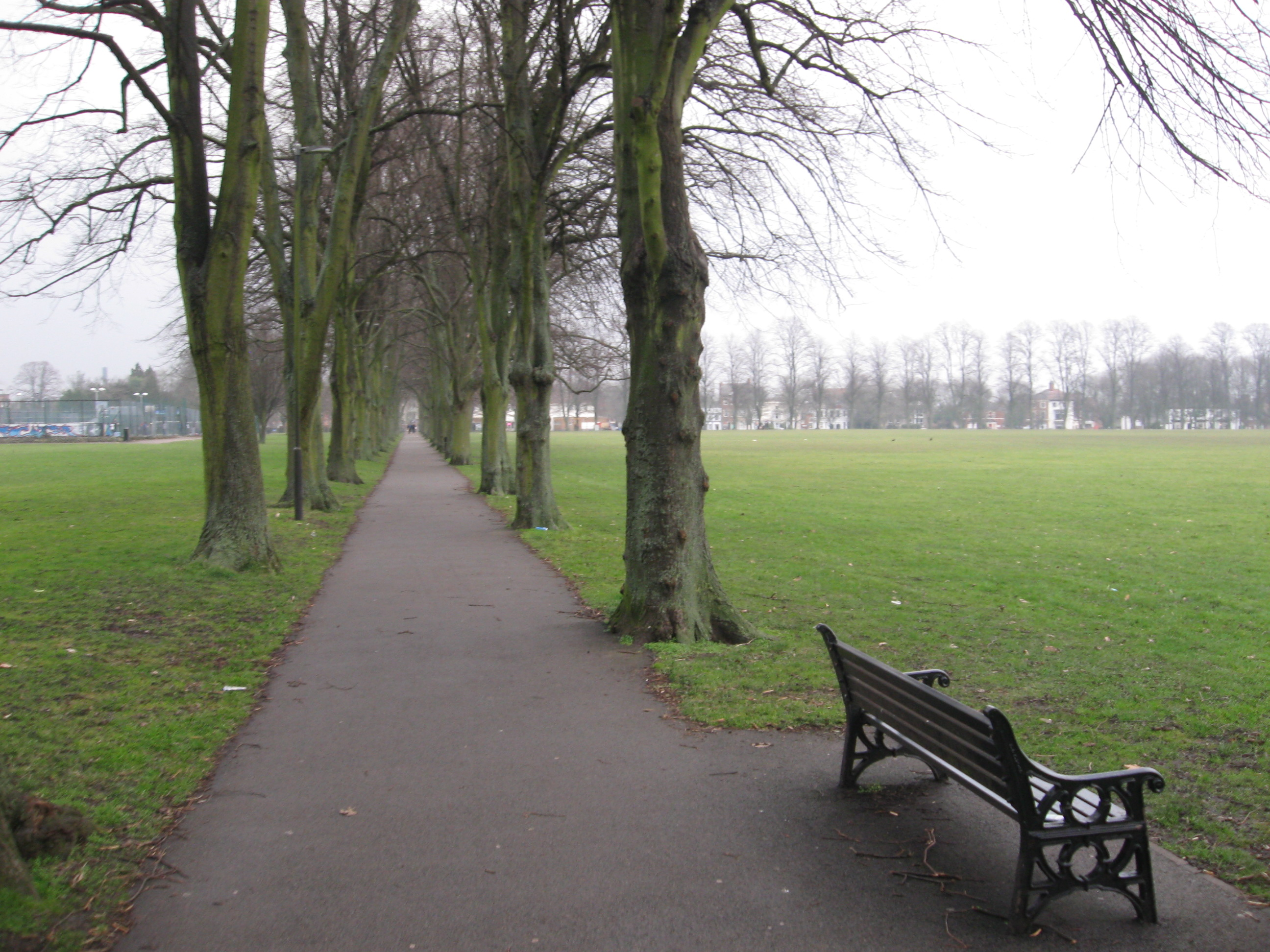
Victoria Park

Ogród zamkowy

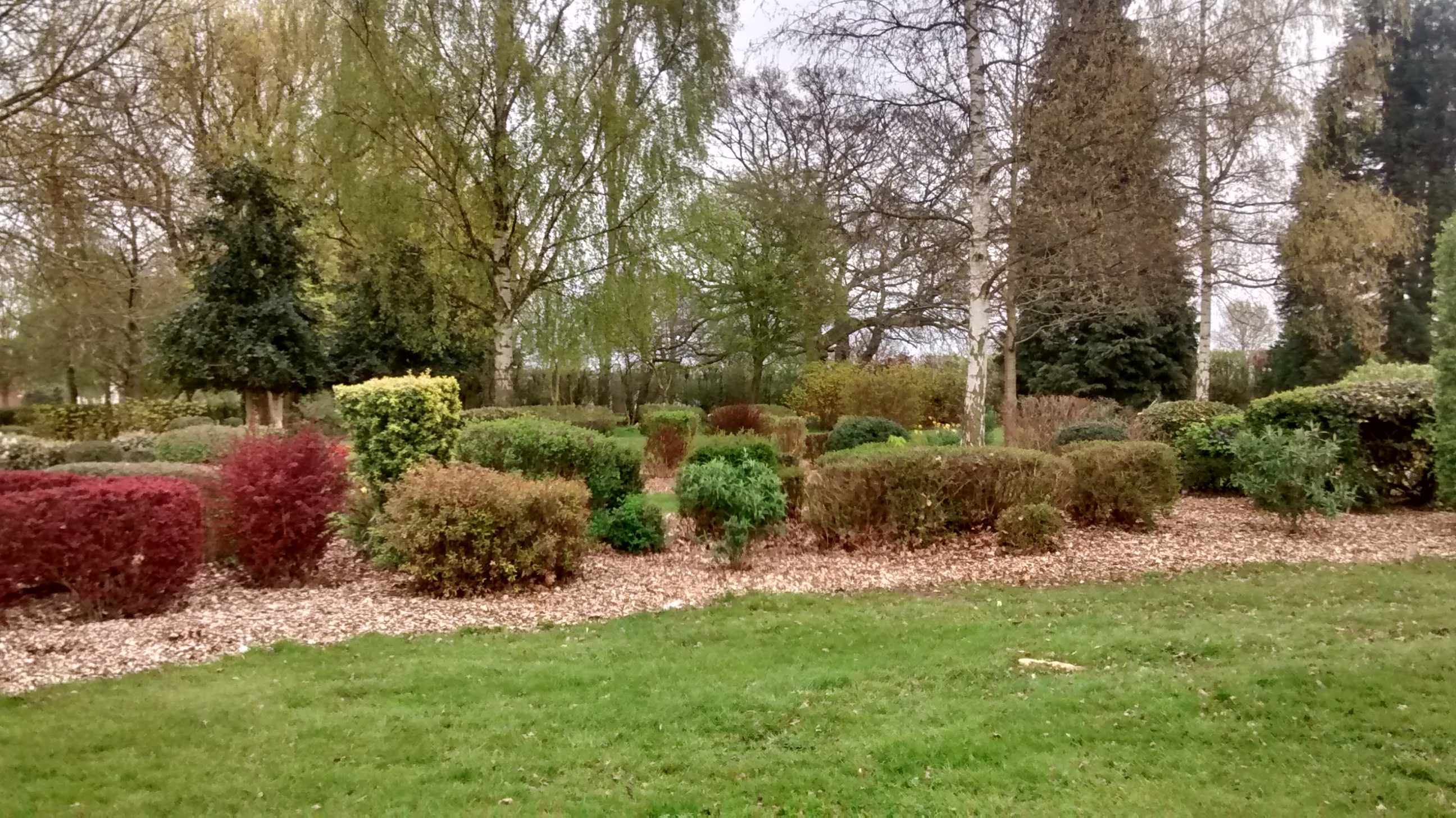
Ogród w Braunstone Park

W mieście znajduje się wiele parków, ogrodów.
- Abbey Park
- Nelson Mandela Park (Leicester)
- Victoria Park
- Ogród botaniczny
- Fosse Recreation Ground (Leicester)
- Western Park
- Braunstone Park
- The Rally Park
- Spinney Hill Park
- Humberstone Park
- Evington Park
- Knighton Park
- Westcotes Park
- Appleton Park
- Bede Park
- Castle Gardens – ogród zamkowy
- Gorse Hill City Farm – ogród zoologiczny zwierząt hodowlanych
- Goodwood Park
- Westcotes Gardens
- Brent Knowle Gardens
- Rancliffe Gardens
- Monks Rest Gardens
- Brent Knowle Gardens
- Aylestone Recreation Ground
- Cossington Recreation Ground
- Ogród zoologiczny w Abbey Parku

## Place i skwery

Plac św. Piotra

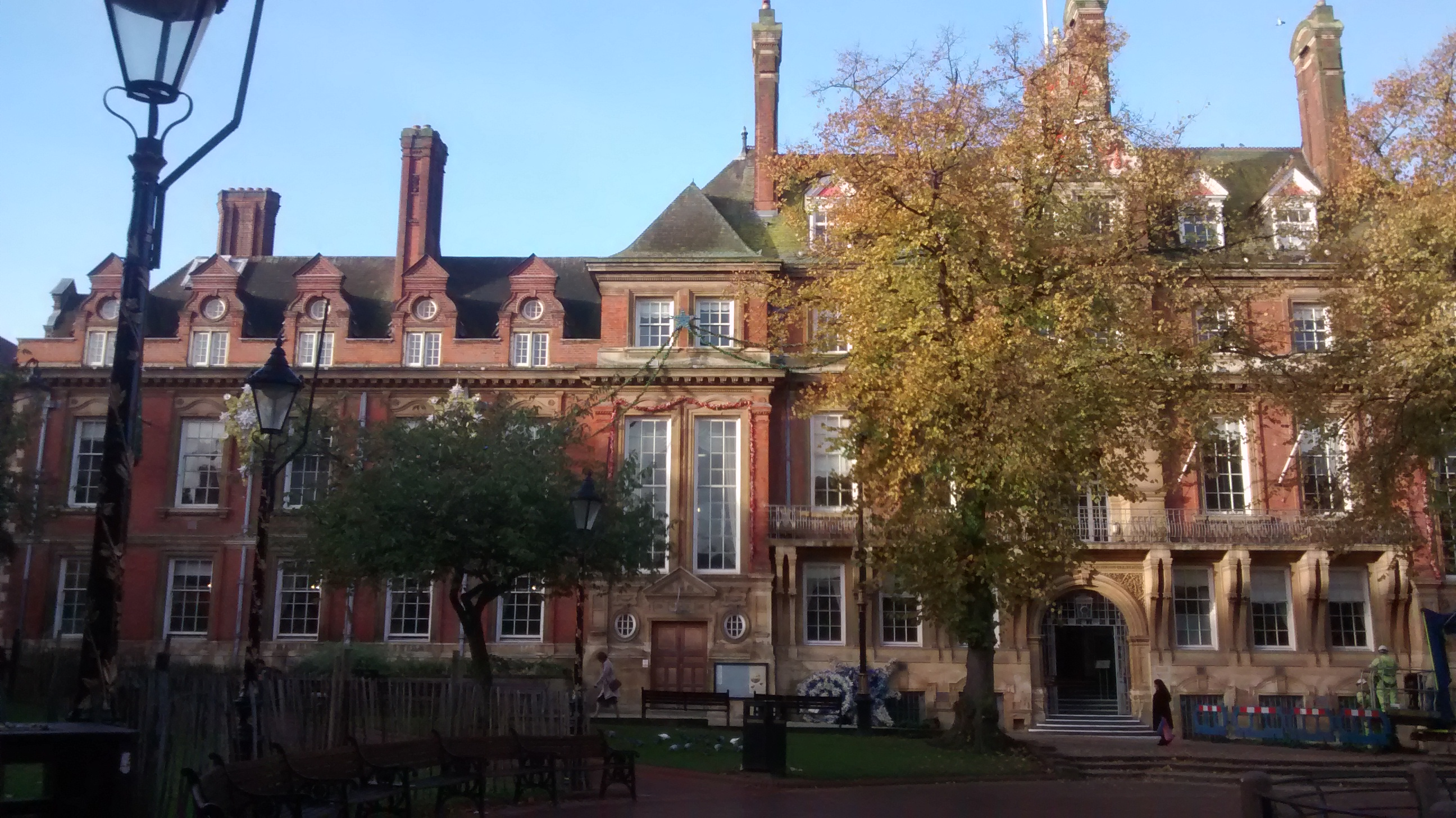
Plac Ratuszowy w Leicesterze

- Plac św. Piotra
- Town Hall Square (Leicester)
- Jubilee Square
- De Montfort Square

## Muzea

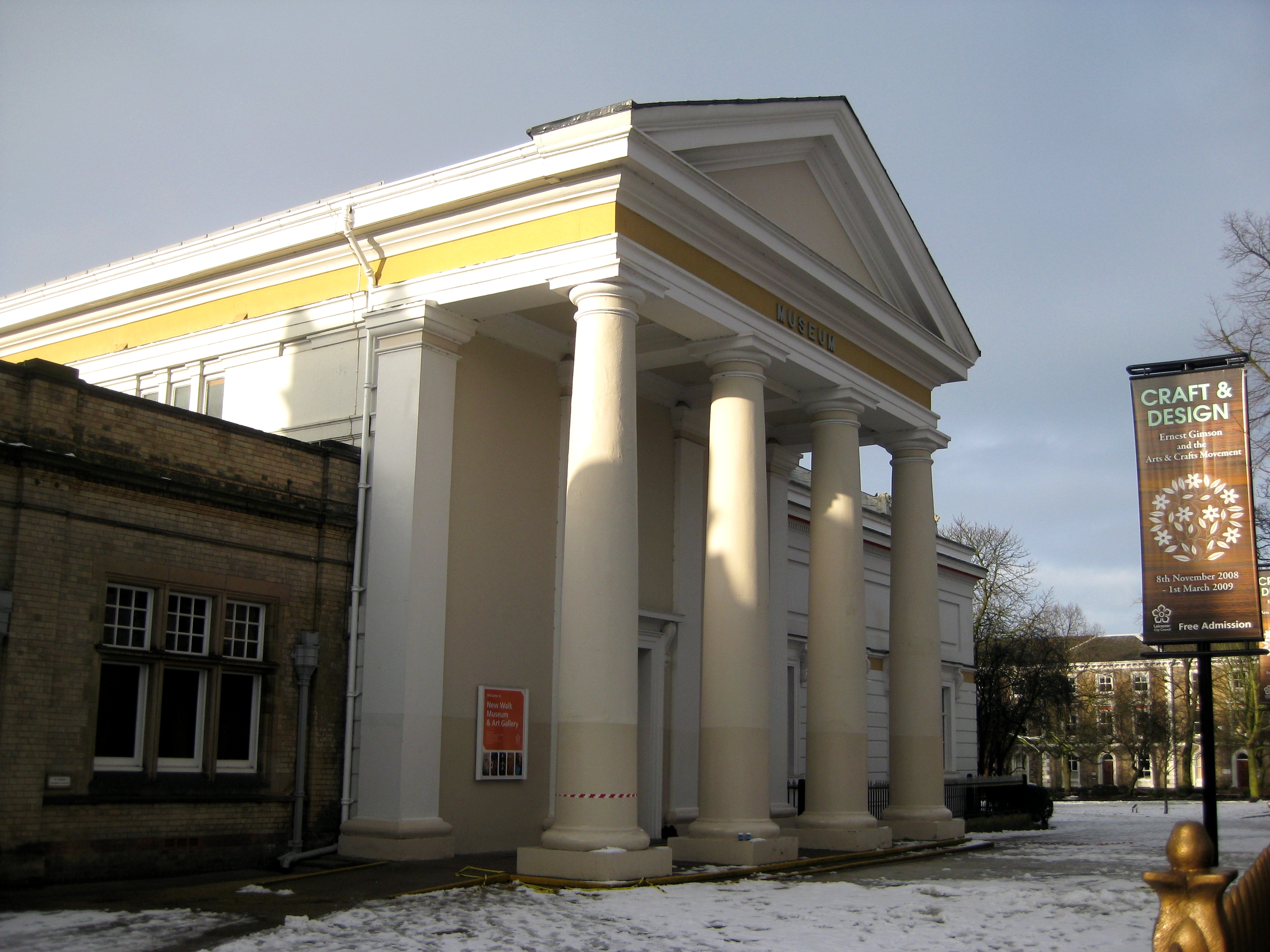
Muzeum New Walk

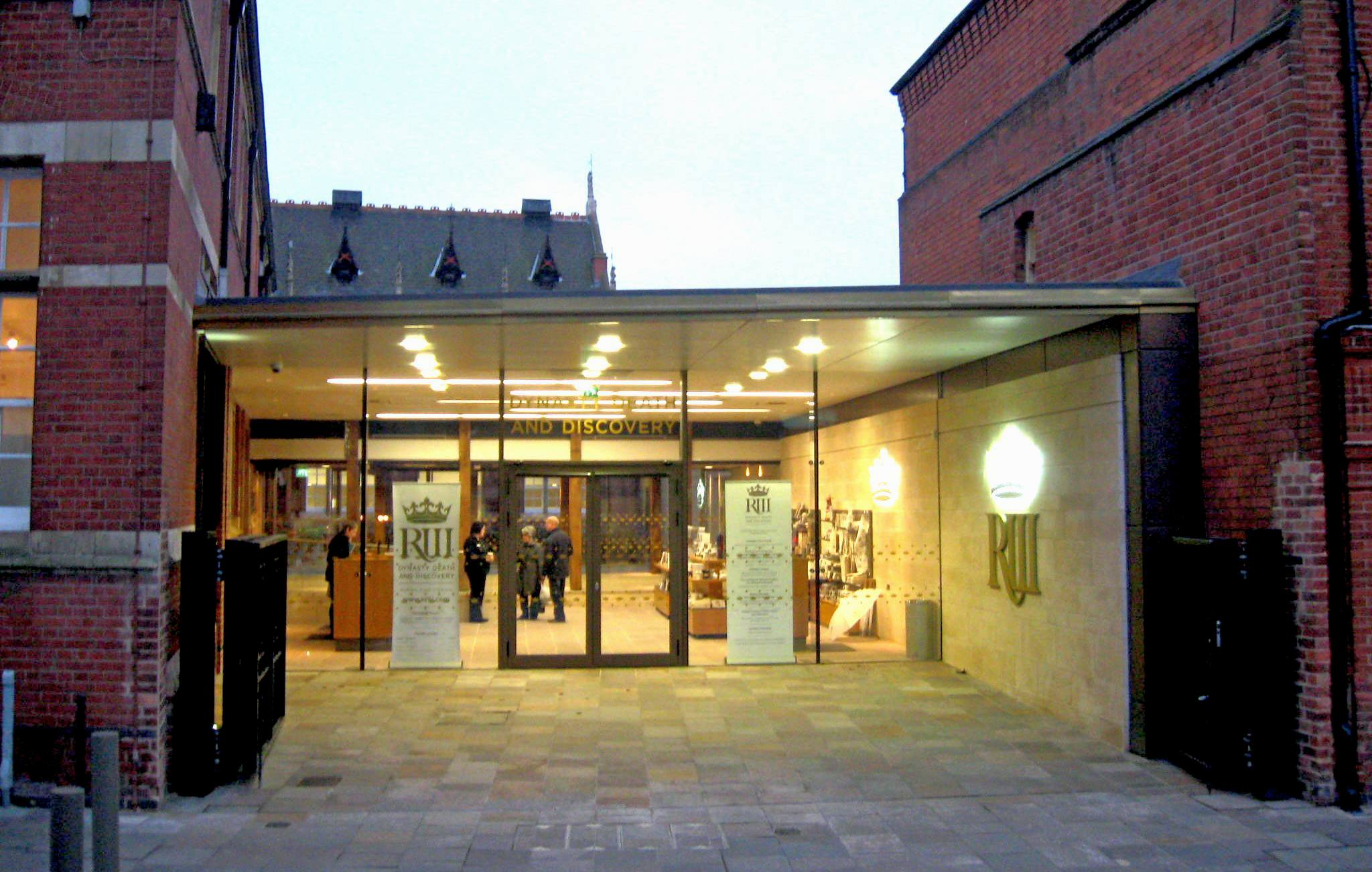
Muzeum Króla Ryszarda III

W mieście znajduje się wiele ciekawych muzeów.

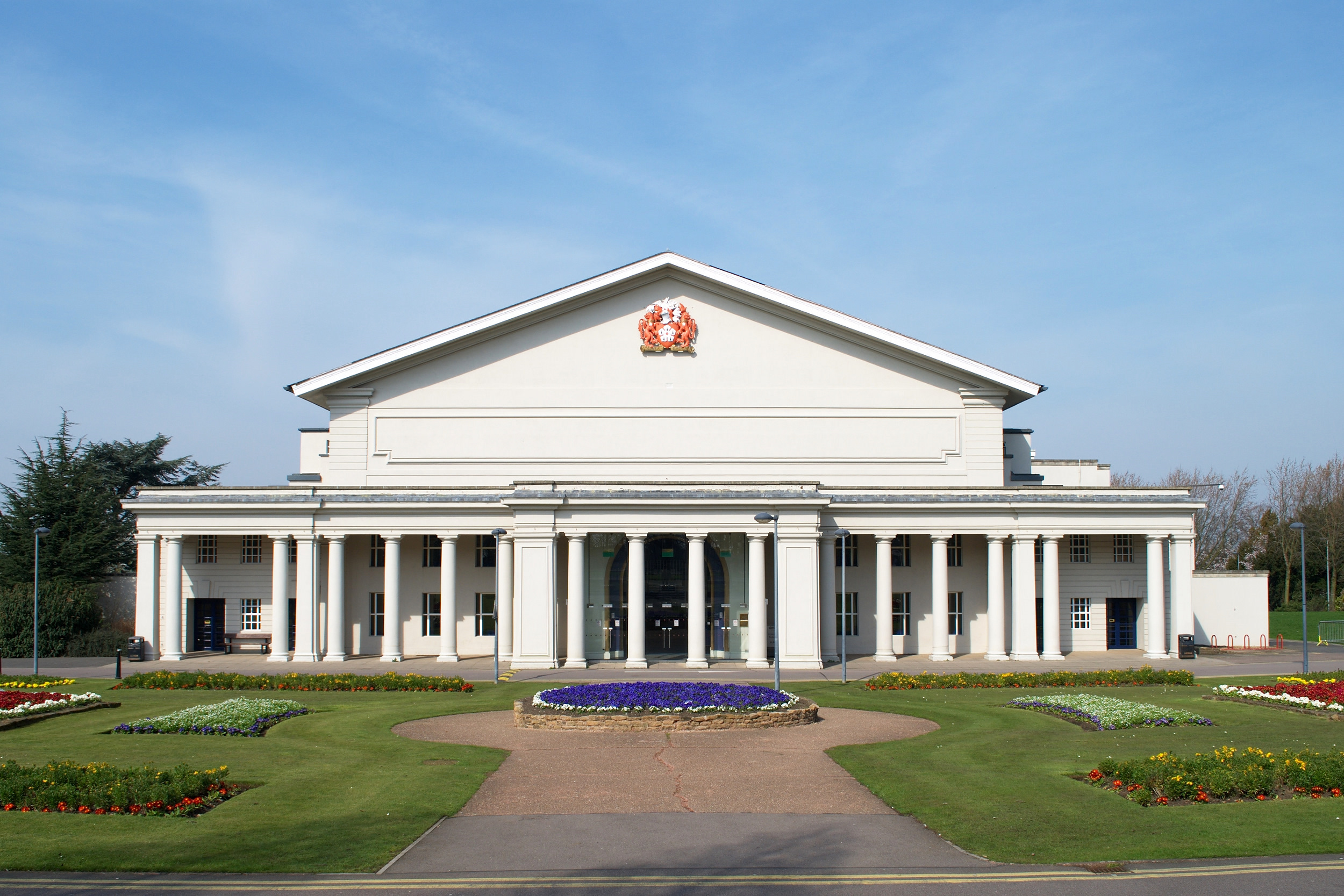
De Montfort Hall

- Newarke Houses Museum
- New Walk Museum and Art Gallery
- Belgrave Hall
- National Space Centre
- Gas museum
- The Guildhall
- Abbey Pumping Station
- Muzeum Króla Anglii Ryszarda III

## Kultura

### Teatry

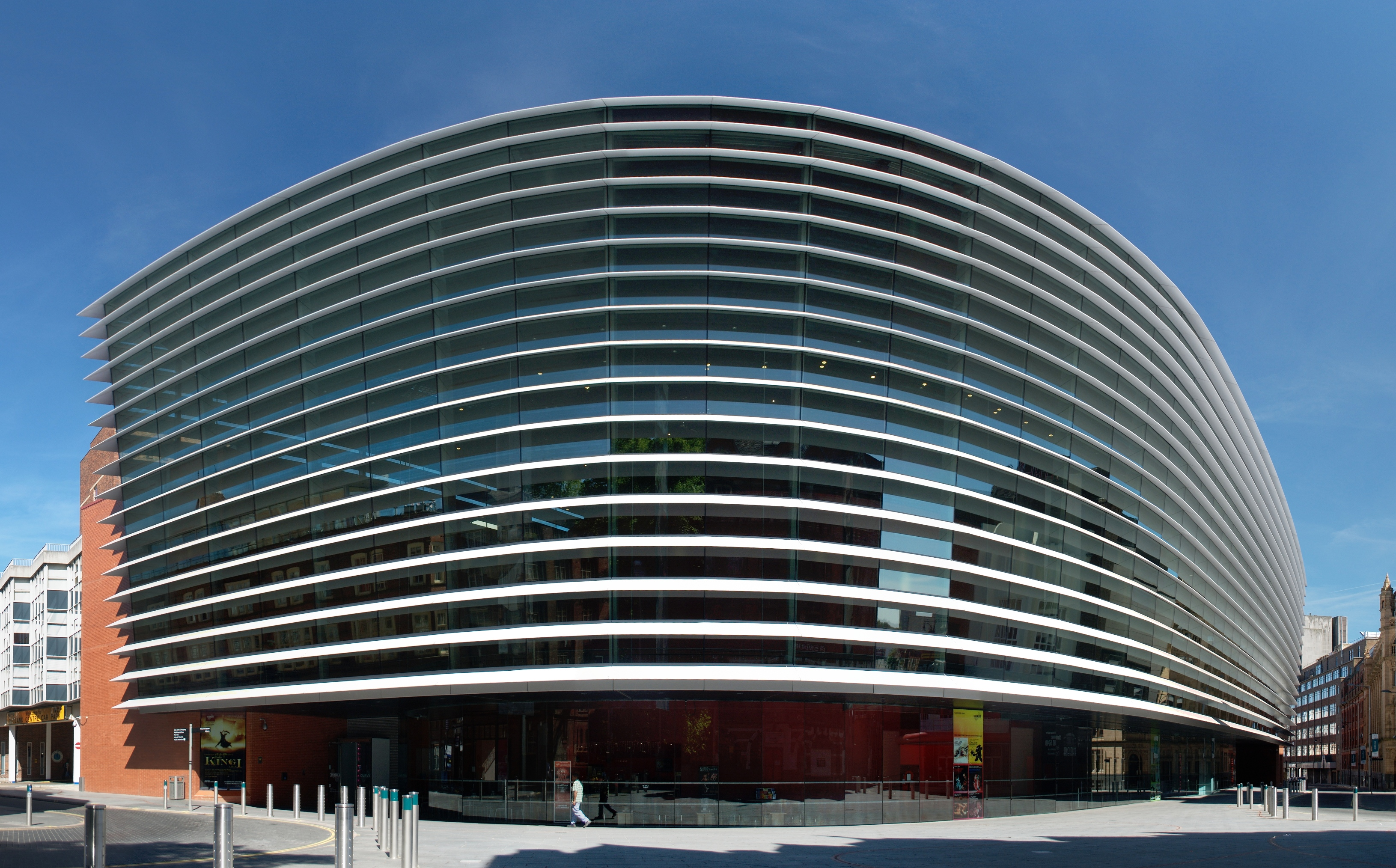
Teatr Curve

- Curve Theatre – teatr
- The Little Theatre – teatr
- Haymarket Theatre – teatr
- Y Theatre – teatr
- Upstairs at the Western – teatr
- Kilworth House Theatre – teatr

### Kina
- Phoenix Square Cinema – kino
- Odeon – kino

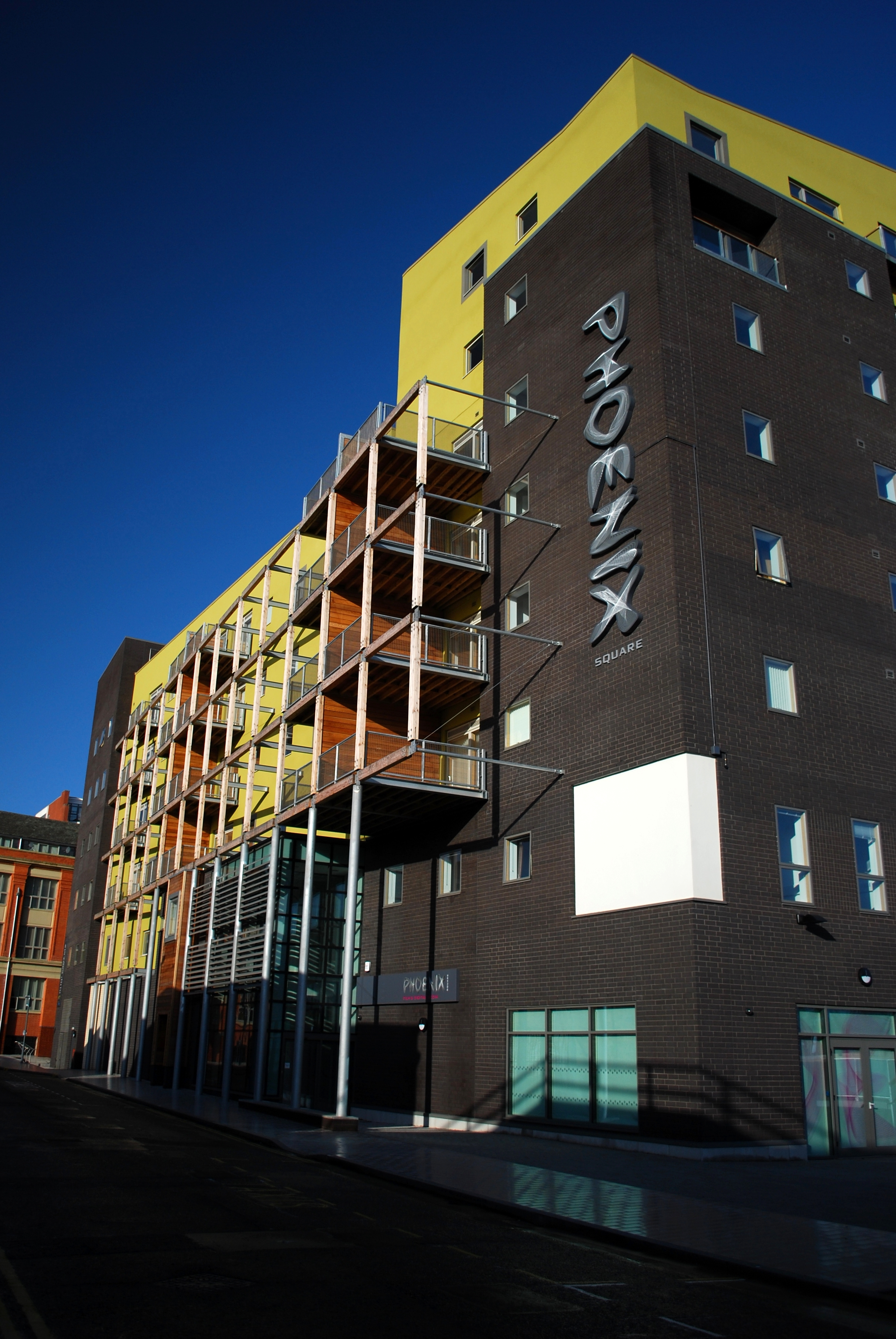
Phoenix Square Leicester – kino

- Showcase Leicester Cinema de Lux – kino
- Vue Leicester Cinema – kino
- Piccadilly Bollywood Cinema – kino

### Filharmonia
W mieście znajduje się Filharmonia De Montfort Hall przy Granville Road.
W filharmonii istnieje Orkiestra Symfoniczna Leicester.

### Ośrodki kultury
W mieście znajduje się wiele ośrodków kulturalnych.
- Peepul Centre
- Attenborough Arts Centre
- Leicester Creative Business
- Makers’ Yard
- Leicester Print Workshop

### Festiwale
W mieście co roku odbywa się kilkanaście festiwali o randze regionalnej, krajowej i międzynarodowej.
- Festiwal Świętego Jerzego
- Festiwal Riverside
- Festiwal karnawałowy Karaibów
- Handmade festival – festiwal muzyki, sztuki, fotografii
- Leicester International Music Festival
- Letni Festiwal Żywności i Napoi (Leicester’s Summer Food and Drink Festival)
- Festiwal Diwali
- Festiwal Easter Funfair
- Międzynarodowy Festiwal Tańca „Frontiers”
- Dave’s Leicester Comedy Festival (festiwal komediowy)

### Biblioteki

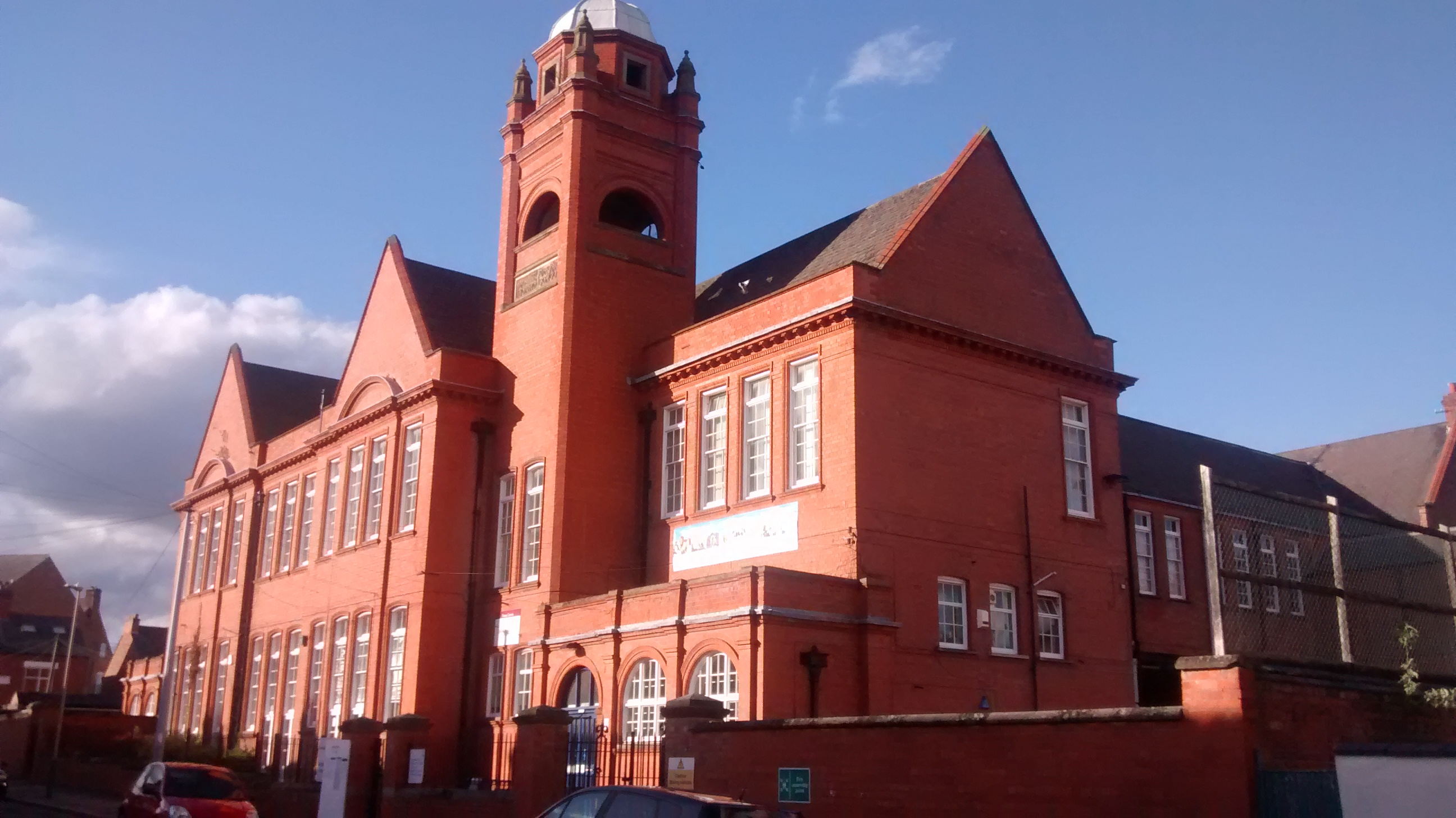
Biblioteka Fosse przy Mantle Road

W mieście funkcjonuje wiele bibliotek publicznych utrzymywanych przez Urząd Miasta (Leicester City Council).
- Biblioteka Aylestone
- Biblioteka Beaumont Leys
- Biblioteka Belgrave
- Biblioteka Braunstone
- Biblioteka Evington
- Biblioteka Eyres Monsell
- Biblioteka Fosse
- Biblioteka Hamilton
- Biblioteka Highfields
- Biblioteka Knighton
- Biblioteka Leicester Central
- Biblioteka New Parks
- Biblioteka Rushey Mead
- Biblioteka Pork Pie
- Biblioteka St Barnabas
- Biblioteka St Matthews
- Biblioteka Westcotes
- Biblioteka Children’s BookBus (biblioteka mobilna dla dzieci)[30]

## Zabytki

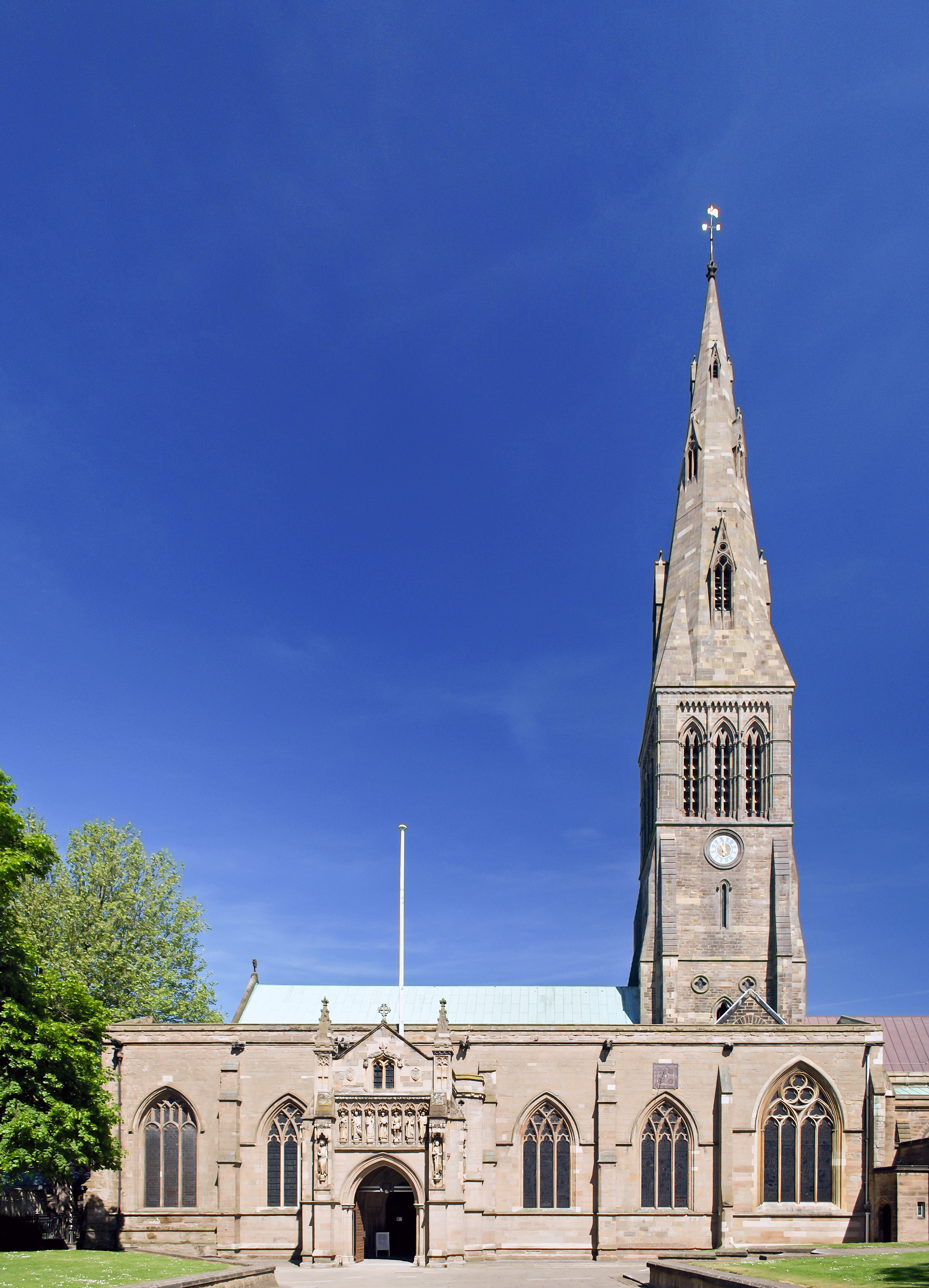
Katedra św. Marcina

W mieście znajduje się wiele zabytków, m.in.:
- Leicester Catedral – katedra
- Leicester Castle – zamek
- Town Hall – ratusz
- Guildhall – budynek cechu, konstrukcji drewnianej z 1390 r.
- Belgrave Hall – dom w stylu królowej Anny zbudowany przez Edmunda Cradocka w 1709
- Leicester Abbey – ruiny opactwa Santa Maria de Pratis założonego w XII wieku
- Wieża zegarowa (Clock Tower)
- Jewry Wall – część rzymskiej łaźni publicznej
- Leicester Secular Hall – zabytkowy budynek z 1881 r.
- St Mary de Castro – zabytkowy kościół powstały w 1107 r.[31]
- The City Rooms – gruziński budynek, pierwszy hotel ukończony w 1800 r.[32]
- Newarke Magazine Gateway – budynek, magazyn zbudowany w 1410 r.[33]
- Leicester Corn Exchange – zabytkowy budynek

## Religia
Religia w mieście jest bardzo zróżnicowana ze względu na różnorodność osób zamieszkałych w Leicesterze.
- Wyznanie – udział procentowy
- Chrześcijańskie 64,9%
- Hinduskie 6%
- Muzułmańskie 4%
- Sikhijskie 1,9%
- Buddyjskie 0,2%
- Żydowskie 0,1%
- Inne 0,3%
- Bezreligijne 15,9%
- Nie podano 6,7%.

### Kościoły

kościół św. Mikołaja w Leicesterze

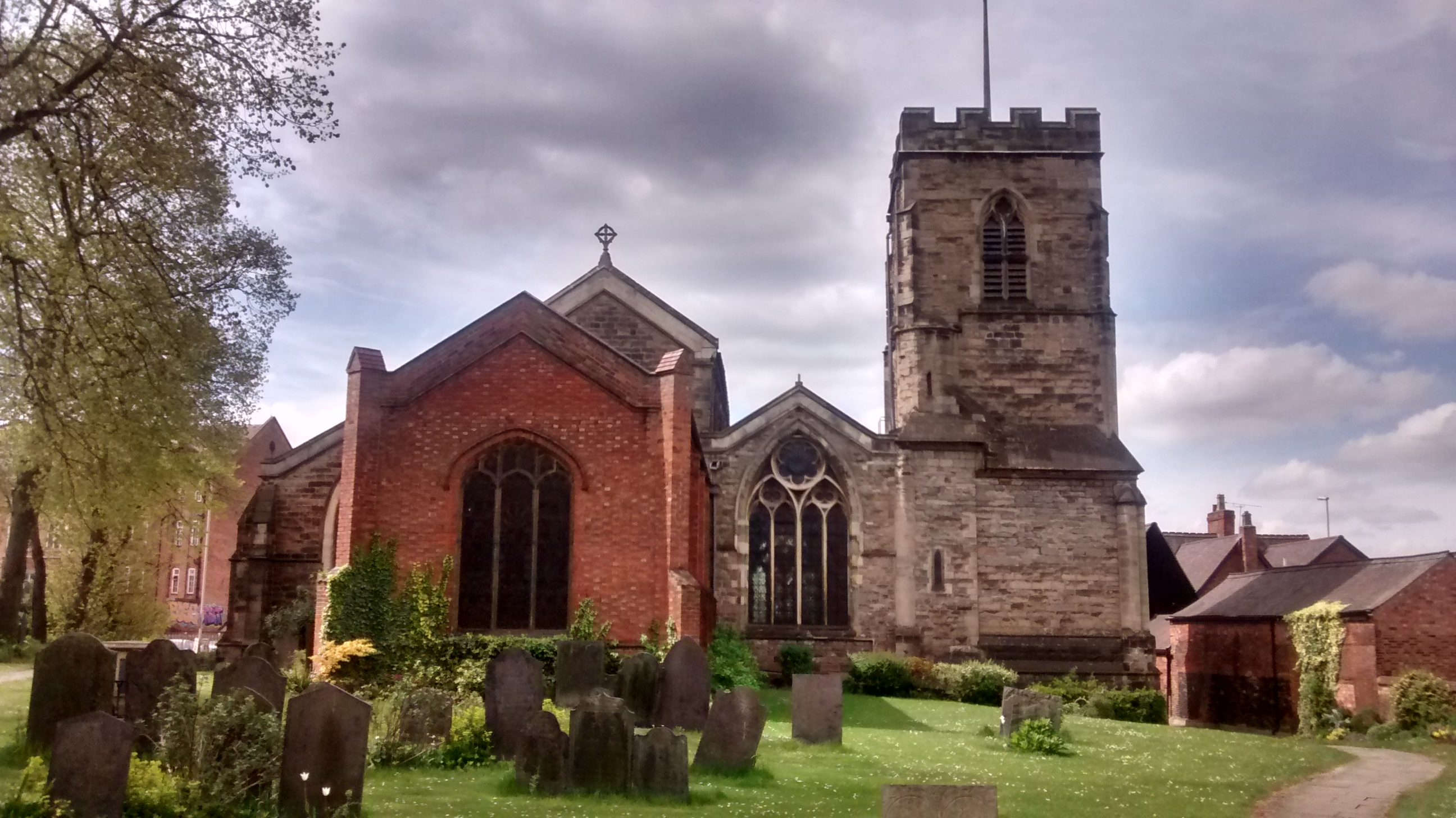
All Saints Church – widok od południowej strony

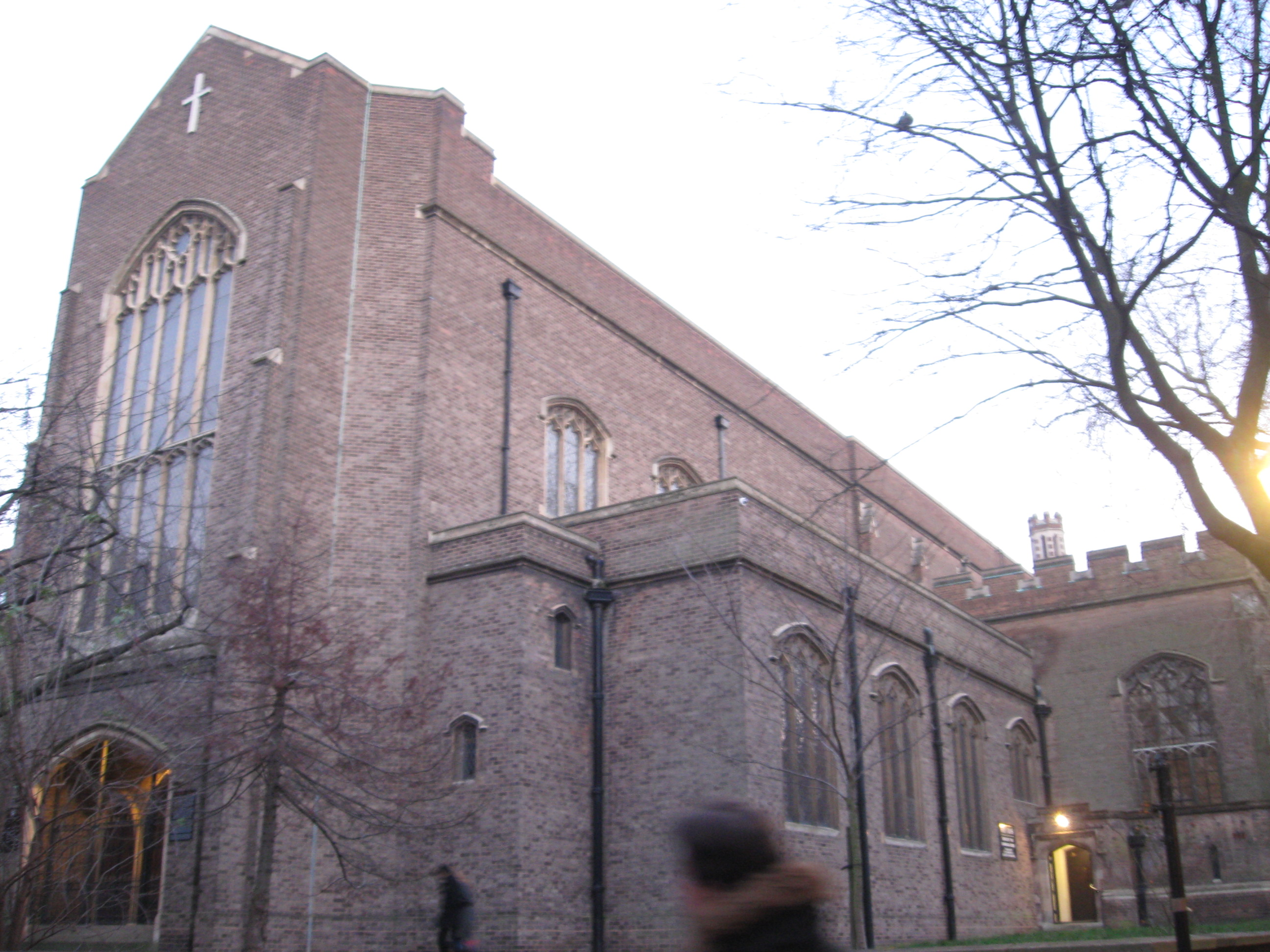
Kościół św. Krzyża

Kościół św. Piotra

Leicester Central Mosque ((meczet muzułmański)

- Polski kościół św. Pawła ul. Wakerley Road
- Katedra św. Marcina
- Holy Cross Priory
- St Mary De Castro Church ul. 15 Castle View
- Saint Nicholas Church ul. St Nicholas Walk
- All Saints Church ul. High Cross Street
- St Margaret’s Church ul. St. Margaret’s Way
- Kościół św. Apostołów
- Kościół pod wezwaniem Najświętszego Sakramentu ul. Gooding Avenue
- Kościół św. Piotra ul. Woodshawe Rise
- Kościół św. Piotra (Leicester) ul. 2 St Peter’s Road
- Robert Hall Memorial Baptist Church (Leicester)
- Holy Trinity Church ul. Turner Street
- Elim Pentecostal Church ul. Harrow Road
- Shree Jalaram Prarthana Mandal ul. 85 Narborough Road
- Saint Peter’s Catholic Church ul. 21 Hinckley Road
- Jesus Fellowship ul. 133 Cambridge Street
- King’s Church ul. Sawday Street
- All Nations Church ul. 10 Frog Island
- St. Peter ul. St Peter’s Road
- Central Baptist Church ul. Charles Street
- Shree Jalaram Prarthana Mandal ul. 85 Narborough Road
- Saint Luke’s Parish Church ul. 97 Halifax Drive
- Blessed Sacrament Catholic Church ul. Gooding Avenue
- St Aidan’s Church ul. Saint Oswalds Road
- Mother of God Catholic Church ul. Greencoat Road
- Saint Nirankari Bhawan ul. London Road
- St Stephen’s United Reformed Church ul. De Montfort Street
- The Seventh Day Adventist Church ul. London Road
- Mayflower Methodist Church ul. Ethel Road
- Saint Stephen’s Anglican Church ul. St. Saviours Road
- St Alban Church ul. Weymouth Street

## Cmentarze

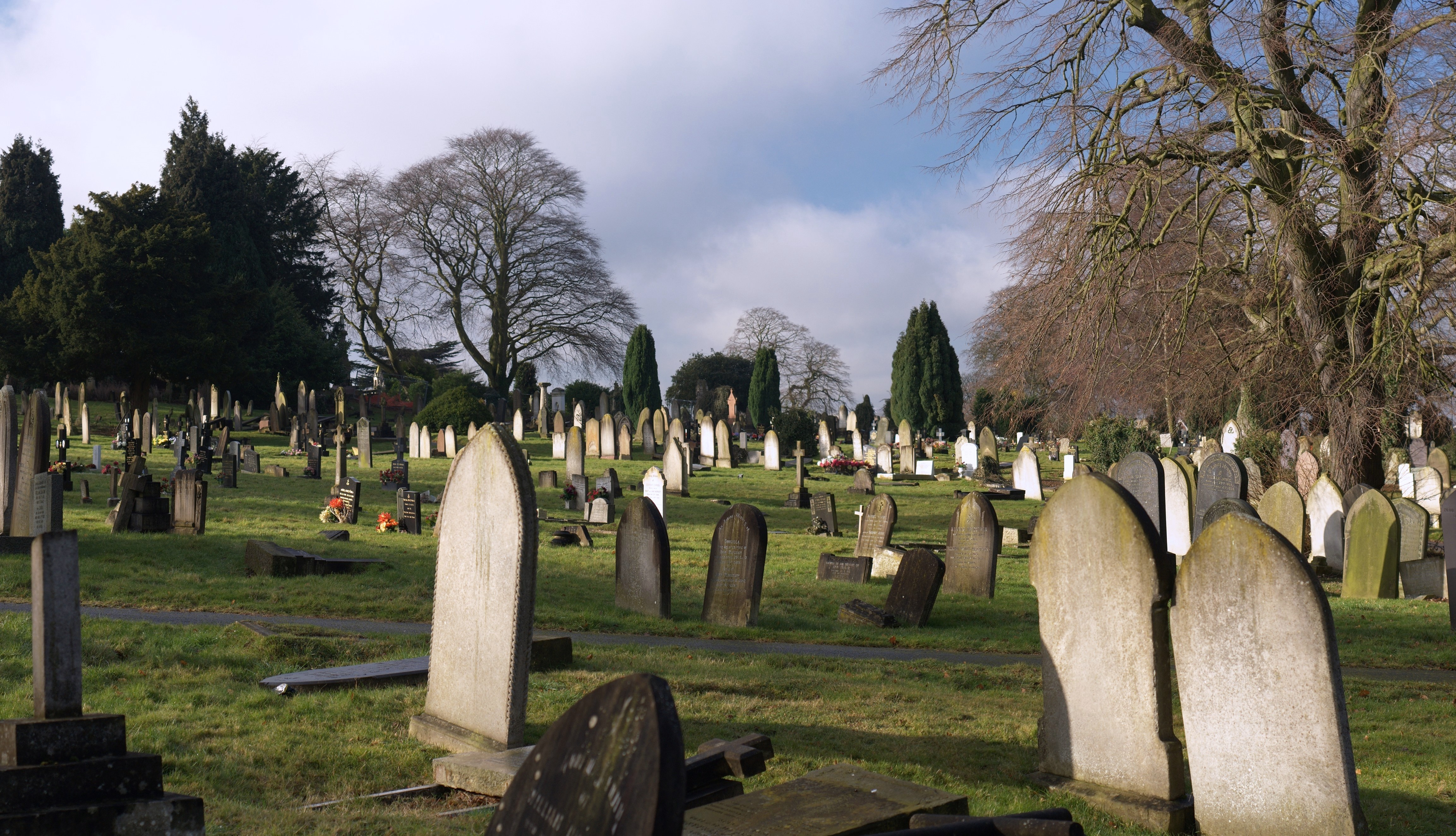
Stare groby cmentarza Welford

Welford Road Cemetery (Leicester)

W mieście znajduje się wiele cmentarzy zabytkowych, często spotykanych przy kościołach.
Obecnie znajduje się kilka czynnych cmentarzy wielowyznaniowych.
- Welford Road Cemetery
- Gilroes Cemetery
- Belgrave Cemetery
- Saffron Hill Cemetery

## Pomniki

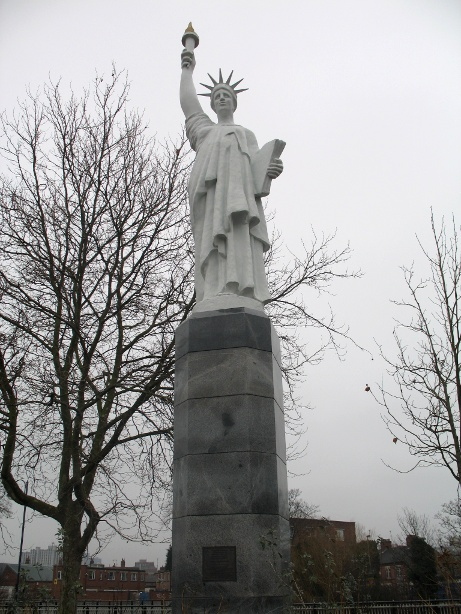
Replika Statuy Wolności

W mieście znajduje się kilka najważniejszych pomników:
- Pomnik Króla Ryszarda III
- Pomnik Roberta Halla
- Pomnik Thomasa Cooka
- Pomnik Mahatma Gandhi
- Pomnik War Memorial
- The Statue of Liberty – Replika Statuy Wolności
- Pomnik The Boer War Memorial
- Pomnik War dead of Blackfordby
- Pomnik The Sports Statue
- Pomnik James Walter Butler

## Sport i rekreacja

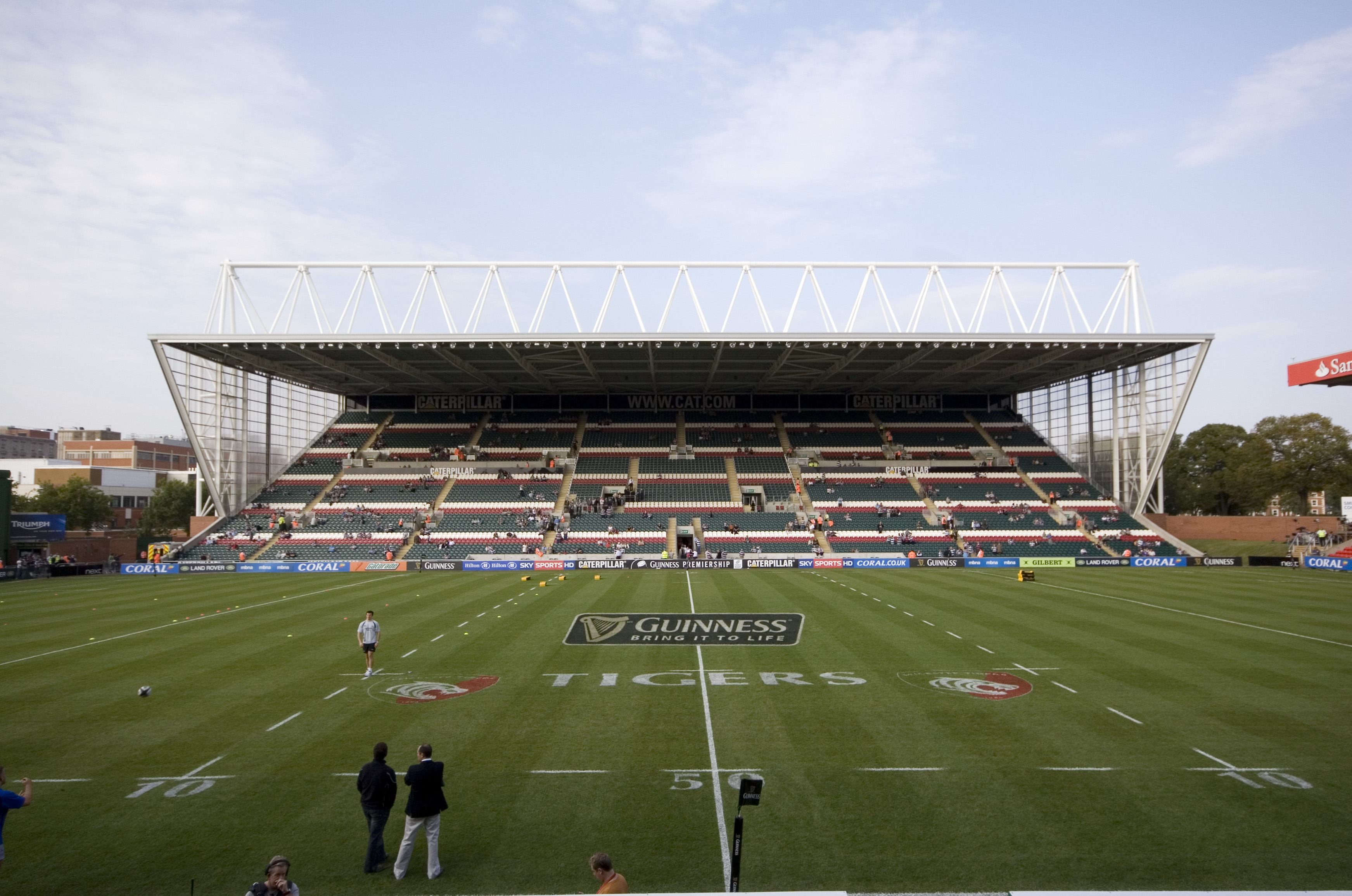
Stadion Welford Road – rugby

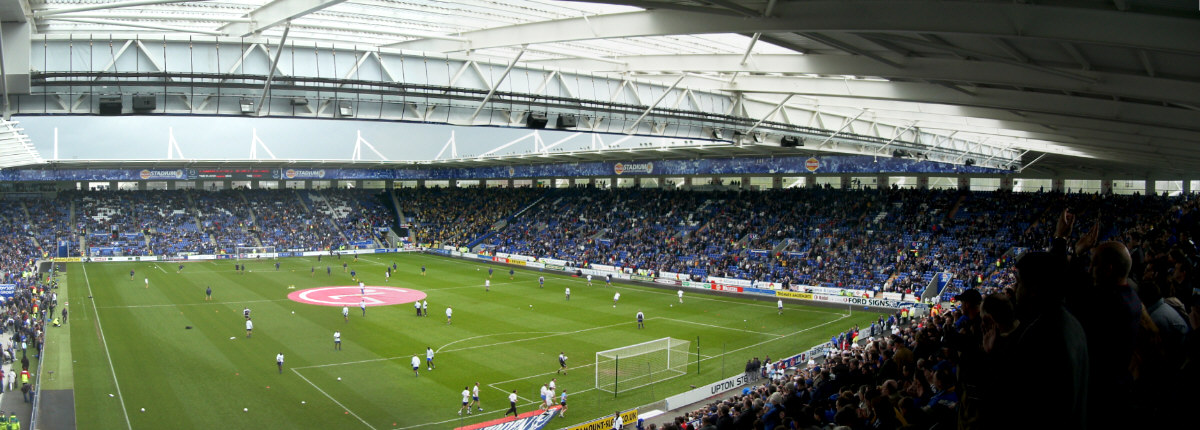
King Power Stadium – stadion piłkarski

Leicester posiada kluby sportowe profesjonalne i półprofesjonalne znane w Wielkiej Brytanii, jak i w Europie. W mieście jest dobrze rozwinięta struktura ośrodków rekreacyjnych

### Kluby sportowe
Do najbardziej znanych klubów sportowych należą:
- Leicester Tigers – rugby
- Leicester City – piłka nożna
- Leicester Riders – koszykówka
- County Cricket Club – krykiet
- Leicester Coritanian Athletics Club – lekkoatletyka
- Leicester Rowing Club – wioślarstwo
- Leicester Lions – żużel
- Club Kyokushinkai Karate
- Club Leicester Judo

### Ośrodki rekreacyjne
Ośrodki rekreacyjne utrzymywane są przez Urząd Miasta (Leicester City Council).
- Aylestone Leisure Centre – basen, hala sportowa, Hartley House (plac zabaw dla dzieci).
- Braunstone Leisure Centre – basen, hala sportowa, centrum fitness z sześćdziesięcioma stacjami.
- Cossington Street Sports Centre – basen o długości 30 m, boisko do piłki nożnej, hala tenisa stołowego.
- Evington Leisure Centre – dwa baseny 25 m, 18 m, kryta hala sportowa do krykieta, koszykówki, badmintona.
- Leicester Leys Leisure Centre – basen ze sztucznymi falami, basen dla dzieci, brodzik ściana do wspinaczki.
- New Parks Leisure Centre – basen duży, basen mały.
- St Margaret’s Pastures Sports Centre – pełnowymiarowe boisko piłki nożnej z oświetleniem, boisko do hokeja.
- Spence Street Sports Centre – basen, hala sportowa, hala z trampolinami.
- Humberstone Heights Golf Course – pola golfowe, część pół oświetlona.
- Saffron Lane Athletics Stadium – stadion lekkoatletyczny.

## Znane osoby
Znane osoby, urodzone w Leicesterze

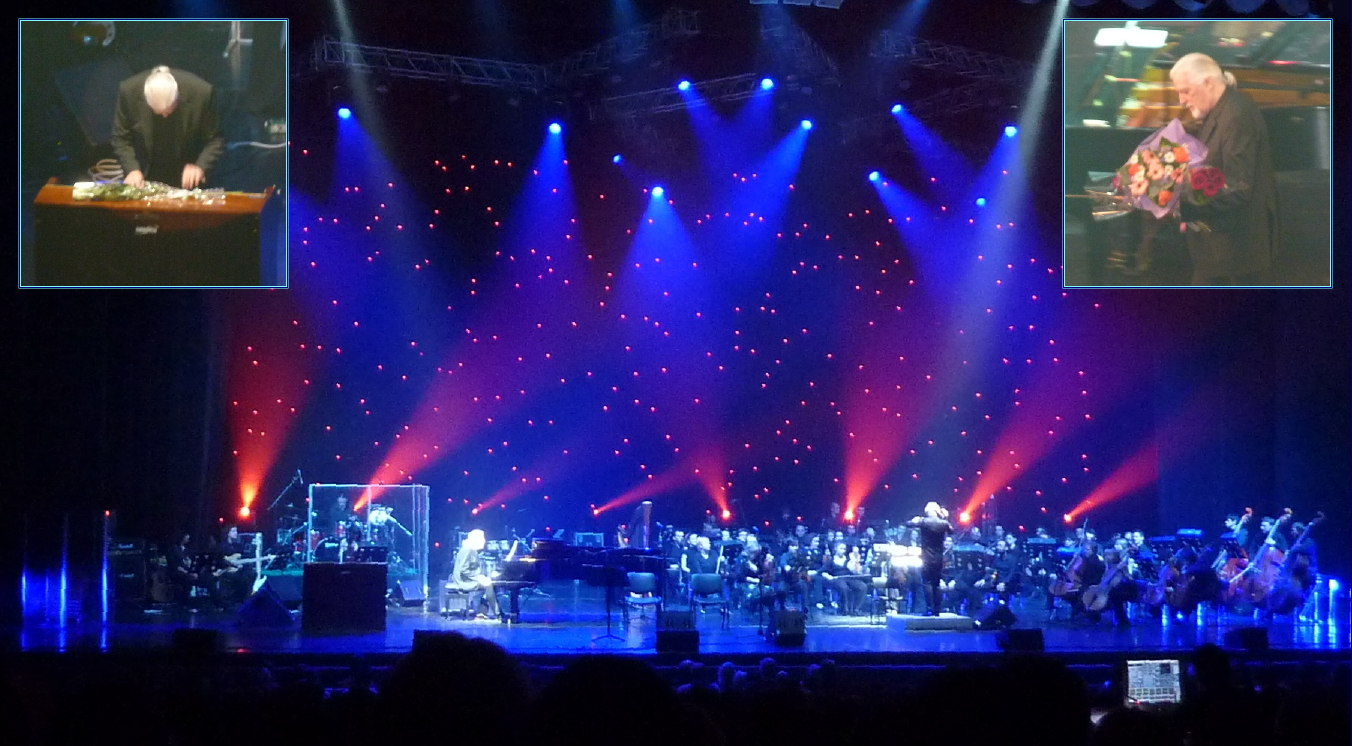
Jon Lord z zespołu Deep Purple

Parminder Nagra z serialu Ostry Dyżur

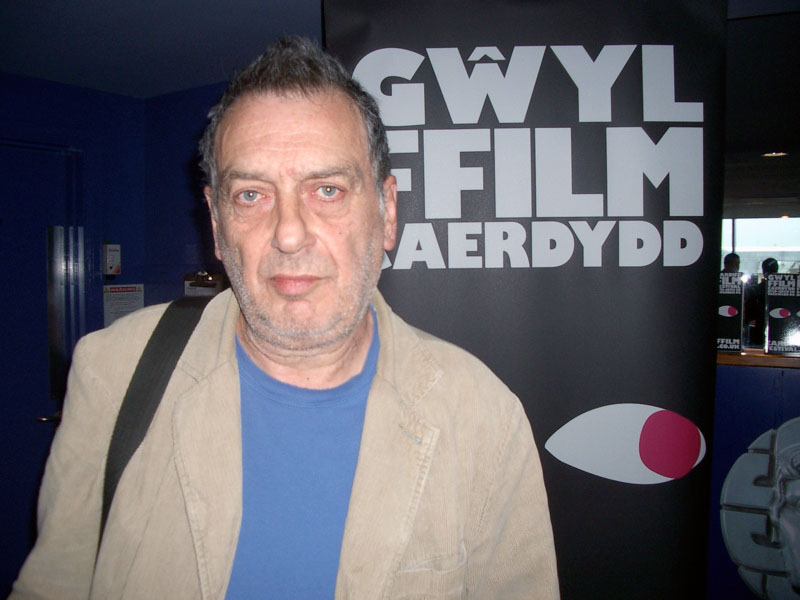
Stephen Frears – reżyser filmowy

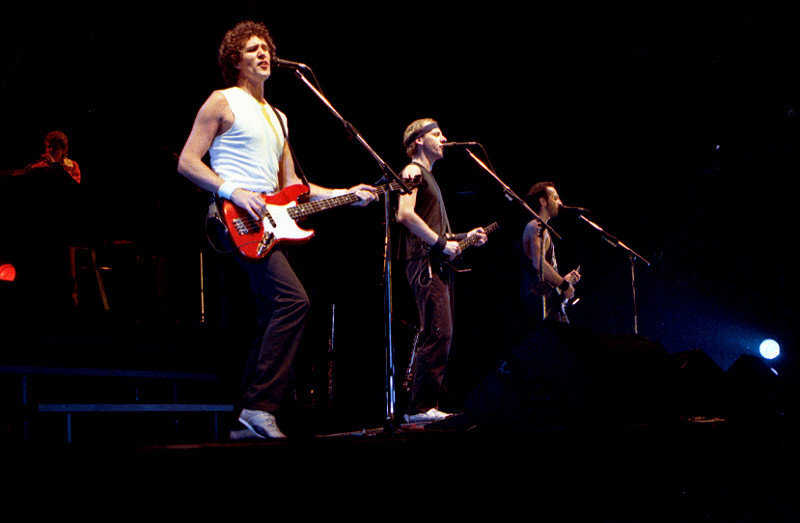
John Illsley z zespołu Dire Straits

- Graham Barnfield – brytyjski polityk Rewolucyjnej Partii Komunistycznej
- Roger Chapman – wokalista, muzyk zespołu Family
- Julie Etchingham – prezenterka telewizji ITV News
- John Flower – malarz, artysta
- Stephen Frears – angielski reżyser filmowy
- Martin Gillingham – sportowy komentator i dziennikarz – Sky Sports, BT Sport, ITV
- David Icke – brytyjski dziennikarz i mówca
- Jon Tickle – prezenter telewizyjny znany m.in. z reality show Big Brother
- Gok Wan – stylista, projektant mody, prezenter telewizyjny
- Arlo White – komentator sportowy NBC
- Richard Armitage – aktor telewizyjny, teatralny
- Graham Chapman – aktor komediowy, jeden z założycieli Monty Python
- Dominic Keating – aktor znany m.in. ze Star Trek: Enterprise
- Michael Kitchen – aktor, producent telewizyjny
- McKenzie Lee – aktorka pornograficzna
- John Leeson – aktor znany z Doctor Who, K-9 and Company, Przygody Sary Jane i K-9
- Parminder Nagra – aktorka pochodzenia hinduskiego, znana z serialu „Osty Dyżur”
- Kate O’Mara – aktorka
- Josette Simon – aktor
- John Deacon – basista grupy Queen w latach 1971–1997
- John Illsley – gitarzysta basowy i wokalista, członek grupy rockowej Dire Straits
- Tony Kaye – muzyk znany z zespołu Yes
- Jon Lord – brytyjski muzyk, członek zespołu Deep Purple
- Tom Meighan – angielski muzyk, frontman zespołu Kasabian
- James Allen – brytyjski pisarz
- Julian Barnes – angielski powieściopisarz, autor opowiadań i eseista
- Joe Orton – autor satyrycznych sztuk teatralnych
- Charles Percy Snow – angielski chemik i pisarz
- Sue Townsend – pisarka
- Colin Henry Wilson – brytyjski pisarz i filozof
- Henry Walker – założyciel firmy Walkers
- Dion Dublin – angielski piłkarz
- Emile Heskey – angielski piłkarz
- Gary Lineker – angielski piłkarz
- Joe Mattock – angielski piłkarz
- Peter Shilton – angielski bramkarz
- Levi Porter – angielski piłkarz
- Luke Varney – angielski piłkarz
- Glenn Flear – szachista
- Jamie Green – brytyjski kierowca wyścigowy
- John Arthur Jarvis – pływak, złoty medalista igrzysk olimpijskich
- Mark Selby – snookerzysta angielski, Mistrz Świata z 2014 i 2016 r.
- Roger Williamson – brytyjski kierowca wyścigowy
- Joseph Merrick – człowiek słoń zwany z powodu zniekształcenia ciała
- Clare Greet – angielska aktorka filmowa i teatralna

## Zespoły muzyczne

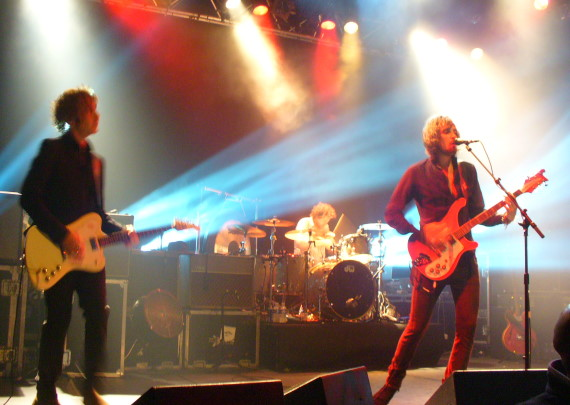
Zespół Kasabian

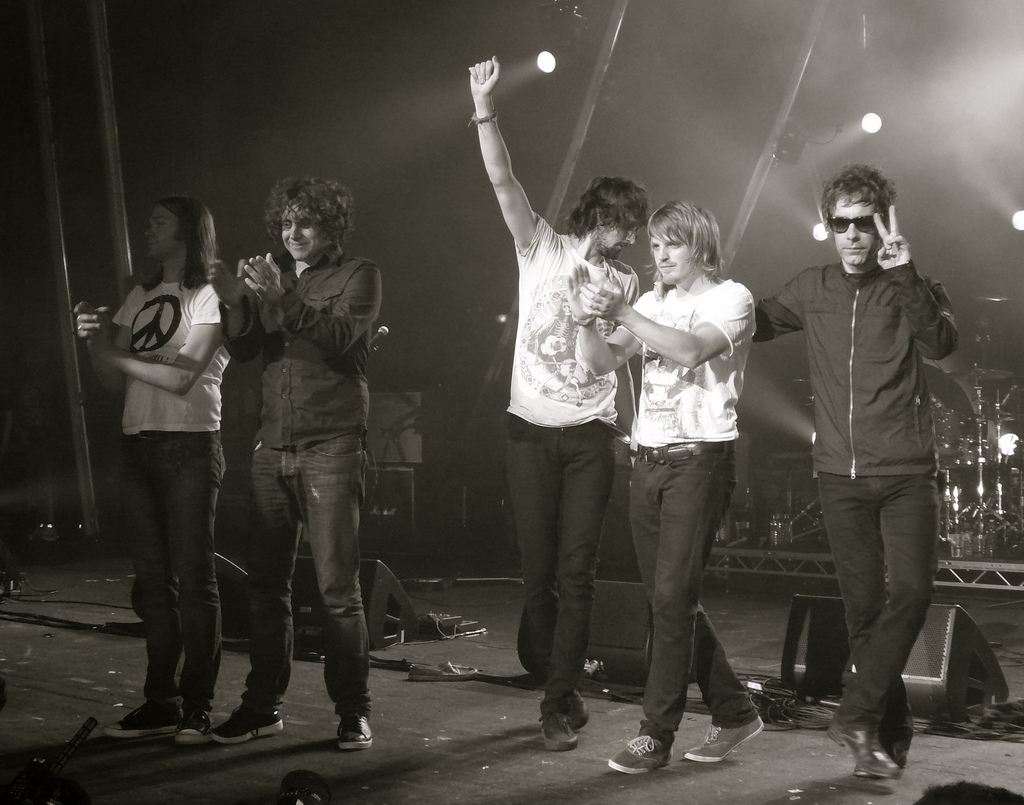
Kasabian w Brixton Academy 2009

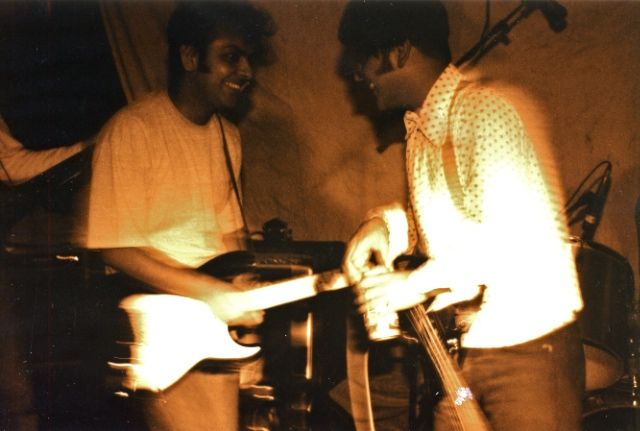
Członkowie grupy Cornershop

Jednym z najbardziej znanych zespołów z miasta Leicester była brytyjska grupa muzyczna Family, aktywna w latach 1967–1973 i grająca rock progresywny, rock psychodeliczny, folk, acid rock, jazz-rock.
Grupa nie odniosła sukcesu w Stanach Zjednoczonych.
- Osobny artykuł: Family.

Inne zespoły muzyczne
- Showaddywaddy
- Kasabian
- Blab Happy
- The Bomb Party
- Cornershop
- Crazyhead
- The Deep Freeze Mice
- Diesel Park West
- The Displacements
- Gaye Bykers on Acid
- The Hunters Club
- Perfume
- Po!
- Prolapse
- Scum Pups
- Yeah Yeah Noh
- Young Knives

### Koncerty w Leicesterze
W Leicesterze występowało wiele znanych światowych zespołów, m.in.:
- Queen
- Deep Purple
- Dio
- Family
- Black Sabbath
- Kasabian
- Iron Maiden
- Wishbone Ash
- Yes
- Whitesnake
- UFO
- Jethro Tull

## Miasta i miejscowości obok Leicesteru

Mapa miejscowości obok Leicester

Miasto graniczy z w miastami i miejscowościami położonymi przy granicach administracyjnych Leicester:
- Birstall
- Thurmaston
- Thurnby
- Oadby
- Wigston
- Glen Parva
- Glenfield
- Anstey
- Thurcaston

## Panorama miasta

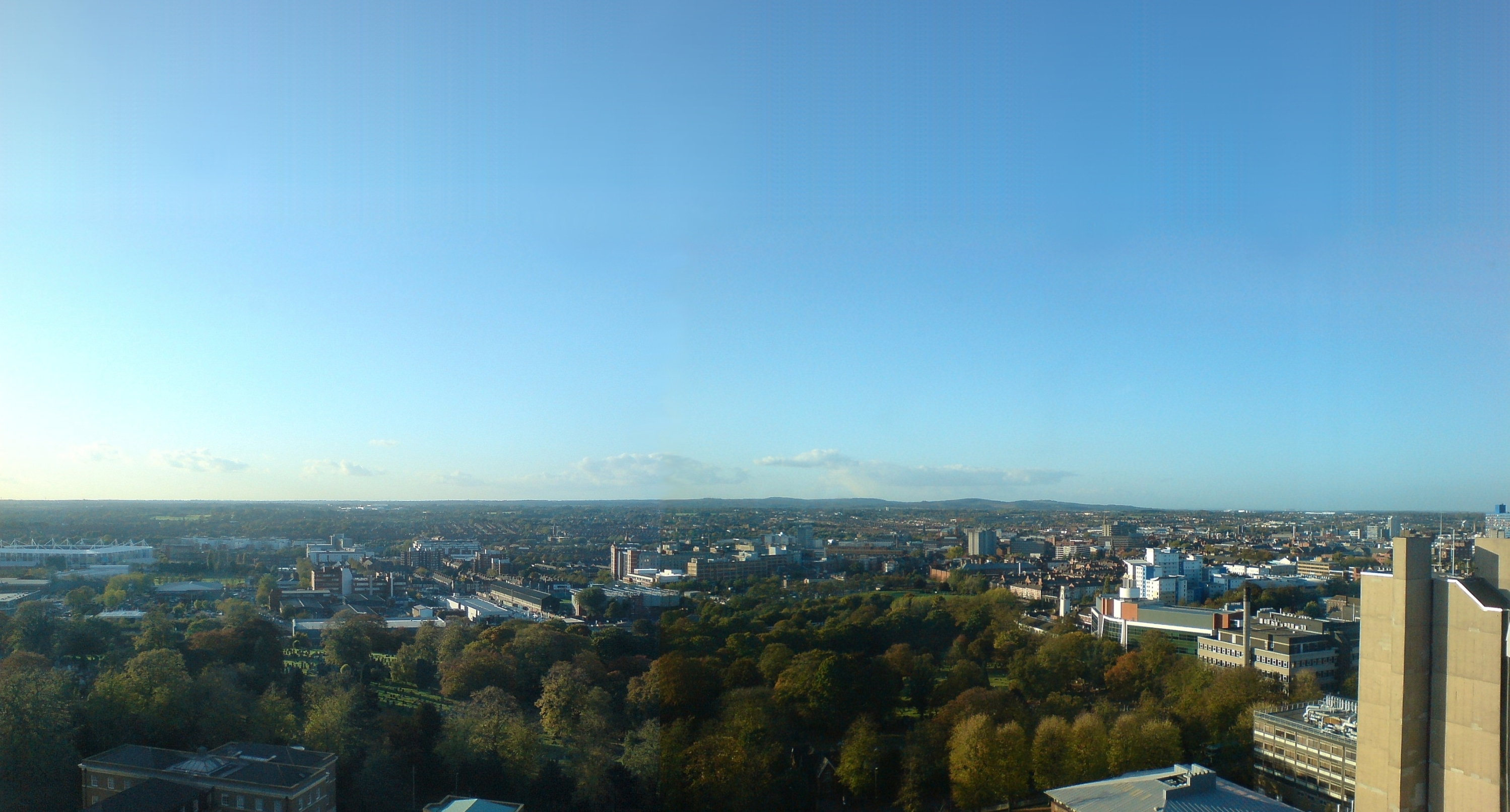
Panorama miasta Leicester – widok z budynku Uniwersytetu Leicester

## Miasta partnerskie
- Chongqing, Chiny
- Krefeld, Niemcy
- Masaya, Nikaragua
- Radźkot, Indie
- Strasburg, Francja
- Chaskowo, Bułgaria